# Le Roi et l'Oiseau
Le Roi et l'Oiseau è un film d'animazione del 1980 diretto da Paul Grimault.
Il progetto - noto in origine come La Bergère et le Ramoneur e lontanamente ispirato alla favola La pastorella e lo spazzacamino di Hans Christian Andersen - è frutto della collaborazione tra Grimault e il noto scrittore e poeta Jacques Prévert, che vi lavorarono a partire dal 1948. Gli scontri con il produttore André Sarrut portarono però alla sua sospensione e così venne distribuito, incompleto, nel 1953, senza l'approvazione dei due creatori come La Bergère et le Ramoneur.
Nel corso degli anni sessanta e settanta, tuttavia, Grimault riuscì a ottenere i diritti del film e poté completarlo, seguendo i progetti originali, nel 1980, a trentadue anni di distanza dall'inizio della produzione.
Il lungometraggio è considerato un capolavoro del cinema d'animazione francese, che ha profondamente influenzato registi come i giapponesi Hayao Miyazaki e Isao Takahata.
In Italia, così come in quasi tutto il resto del mondo, è inedito. In italiano letteralmente il titolo significa "Il re e l'uccello".
La Bergère et le Ramoneur ebbe invece un'ampia distribuzione, con una versione doppiata in inglese, The Curious Adventures of Mr. Wonderbird (nel pubblico dominio), con Peter Ustinov nel ruolo dell'uccello, e una in italiano, intitolata La pastorella e lo spazzacamino.
Il film originale e completo invece fu pubblicato in Nordamerica per l'home video, mentre un'edizione anglofona sottotitolata fu prodotta nel 2013 nel Regno Unito nel 2014 venne organizzata una proiezione più ampia e nell'aprile dello stesso anno venne distribuito il DVD.
Le Roi et l'Oiseau è inoltre divenuto un punto di riferimento nella storia dell'animazione di tutti i tempi come una delle prime opere animate in tecnica tradizionale che si allontanarono dai canoni dello stile di Walt Disney, offrendo ad un pubblico di bambini e adolescenti spunti di riflessione di carattere filosofico attraverso una fiaba di stampo politico e sociale. La stessa produzione dell'opera divenne un'avventura ed un percorso di formazione per molti tecnici ed animatori, che si ritrovarono a cambiare il proprio stile di versione in versione.

## Trama

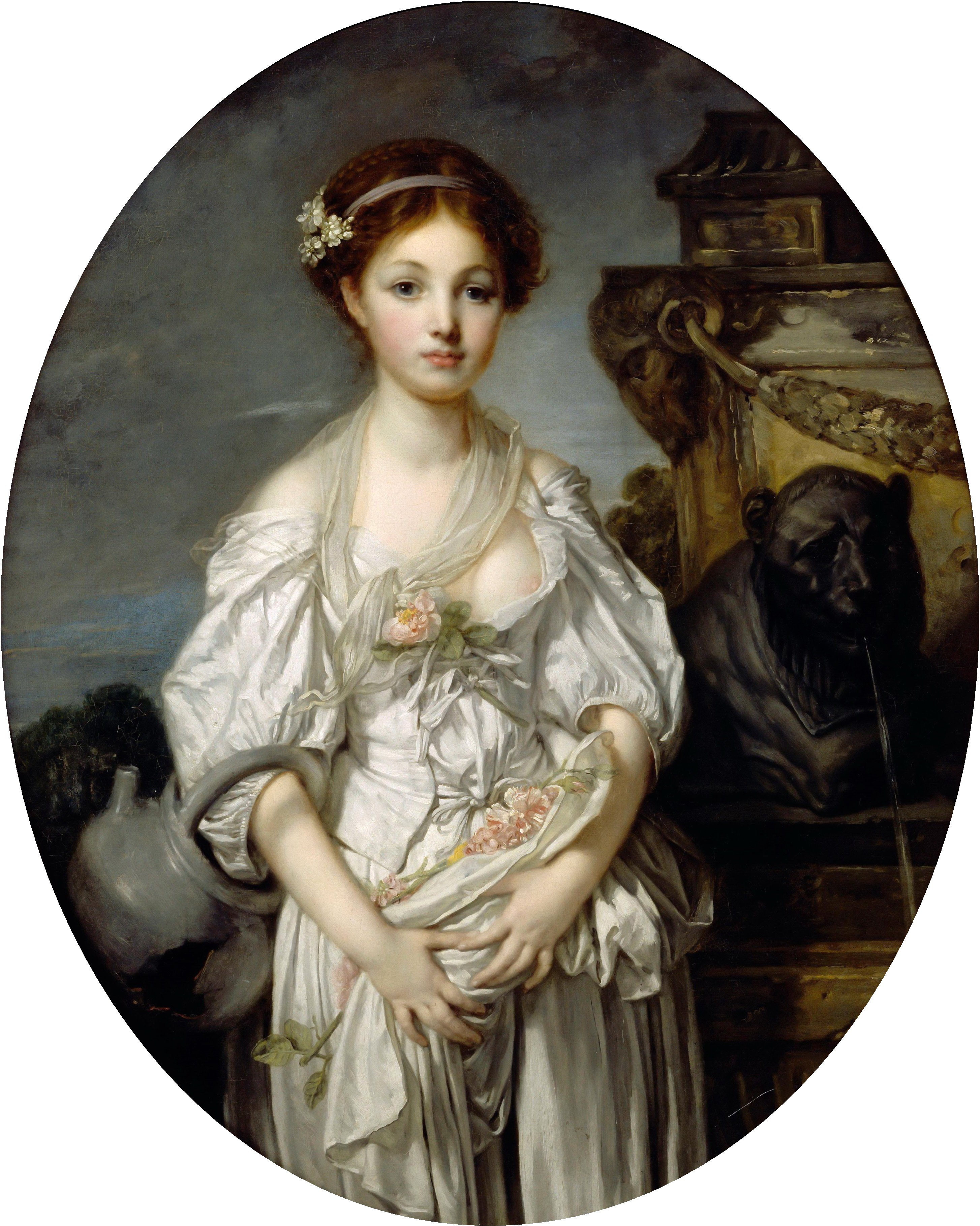
Nel film è presente La brocca rotta di Jean-Baptiste Greuze. Il ritratto del re spezzerà la brocca di questo dipinto, posto sopra il camino; l'acqua che scorre spegne il fuoco per permettere agli eroi di scappare attraverso il condotto così sgomberato

Re Charles V + III = VIII + VIII = XVI è un megalomane despota che governa il regno di Takicardia. Tutta la capitale è piena di sculture in sua gloria (che idealizzano le sue fattezze, sgraziate e goffe) e gli abitanti vivono nel perpetuo terrore e lo venerano come una divinità. Il palazzo di corte è inoltre disseminato di trappole e botole riservate a chi perde le grazie del sovrano o ai traditori. Un pittore che infatti lo ritrae senza eliminare il suo strabismo precipita in un baratro.
Un giorno, dopo aver trattato di affari correnti con i suoi segretari, il re si reca nei suoi appartamenti segreti, nella torretta più alta del palazzo, accessibile solo tramite un ascensore privato. Lì ammira tutte le sere l'affresco di una bella pastorella, guardando invece con disprezzo quello del piccolo spazzacamino che lo fronteggia.
Prima di andare a letto, si osserva allo specchio per confrontare il suo aspetto con quello "più bello" di un altro dipinto e, constatando la sua bruttezza, dalla rabbia frantuma il vetro in mille pezzi. Quella notte, i personaggi delle opere d'arte nella sua stanza prendono vita: la pastorella e lo spazzacamino, vicini di casa molto tempo prima e legati da un amore che può solo fortificare i loro impulsi ribelli, progettano di fuggire dalla loro "gabbia dorata" e di vedere il mondo. Ma la statua di un antico cavaliere gli si oppone, asserendo che non sono fatti l'uno per l'altro; il Charles del ritratto si anima a sua volta e si offre di sposare la fanciulla, approvato dal simulacro, il quale ricorda che le pastorelle, nelle storie, si sposano sempre con i sovrani; decide anche che il matrimonio sarà fatto la sera stessa. La ragazza quindi, assieme allo spazzacamino, lascia la cornice del suo quadro. La confusione che segue risveglia il vero Charles, che si trova allora faccia a faccia con il suo doppio, che a sua volta lascia la cornice e lo combatte. Quest'ultimo riesce a farlo cadere in una delle botole disseminate per la reggia e, prendendo il suo posto, lancia la polizia segreta all'inseguimento dei due amanti.

L'automa fa volare via re Charles

Dalla loro parte, i giovani scoprono il mondo esterno, osservandolo dai tetti del gigantesco palazzo di Takicardia. Nel loro meraviglioso cammino, incontrano ad un certo punto un uccellino in difficoltà, intrappolato in una gabbia in bilico su un cornicione; lo spazzacamino, grazie alla sua agilità, lo salva e lo riconsegna al padre. Quest'ultimo, la cui moglie è stata uccisa in un «incidente di caccia» probabilmente dal re, ha l'abitudine di schernire il suo nemico dal cielo. Con il suo aiuto, gli innamorati riescono a fuggire dalla polizia, senza tuttavia togliersela dalle calcagna. Si perdono tutti e tre nella città bassa, dove suscitano la pietà e l'ammirazione dei poveri che non hanno mai visto la luce del giorno e che non sanno che aspetto abbia un pennuto.
Charles finisce per catturare la pastorella però e prepara il loro matrimonio pubblico, che sarà celebrato con grande pompa. La spazzacamino e l'uccello, catturati dalle forze dell'ordine, vengono spediti alla fabbrica che realizza le opere d'arte di propaganda reale e costretti a lavorare alla catena di montaggio dei busti, sui quali il giovane sfoga la sua, imbrattandoli e deturpandoli assieme al volatile, stanco di quel lavoro alienante. Scoperti e condannati per lesa maestà, vengono gettati ai leoni, ma riescono a farseli alleati, grazie ad un organista cieco che ammalia le belve e le convince a scappare; la popolazione dei bassifondi, vedendo tutti quegli animali liberarsi e dirigersi all'aria aperta, emerge dall'oscurità. Tutta la massa si avvicina quindi al palazzo reale, dove lo spazzacamino e l'uccello impediscono le nozze.
Il tiranno non si arrende e fugge con la pastorella sul suo automa gigante, che doveva essere usato per animare la cerimonia. Ciononostante, l'uccello riesce a prenderne il controllo dopo aver eliminato il macchinista e demolisce il palazzo e tutta Takicardia. Nel frattempo, il ragazzo affronta il re in cima al robot. Proprio quando questi sta per avere la meglio, cercando di pugnalare il rivale nella schiena, il pennuto lo ferma afferrandolo con una delle due mani della macchine e, con una potente turbina posta sulla bocca di quest'ultima, lo soffia via.

Tutti gli abitanti sono fuggiti dalla città, della quale è rimasto soltanto un cumulo di macerie, sul quale si siede e si spegne l'automa gigante. All'alba però, quando si leva dalle rovine il pigolare di uno dei piccoli dell'uccello, ancora intrappolato in una gabbia e senza nessuno che possa liberarlo, 

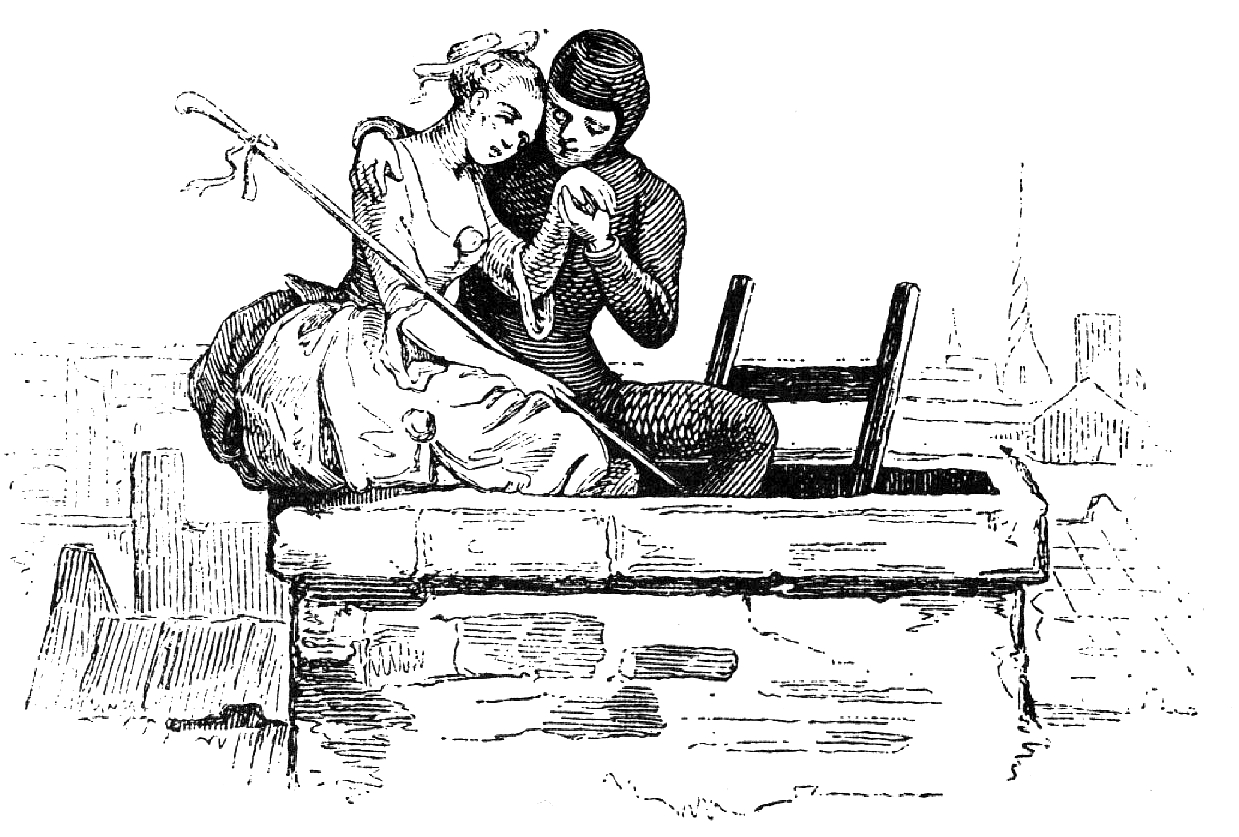
La pastorella e lo spazzacamino in un disegno di Vilhelm Pedersen

esso si riattiva, pur senza un macchinista, e, di sua spontanea volontà, libera il pulcino, schiacciando la trappola con un pugno, disintegrandola.

### Similitudini con la fiaba di Andersen
Solo la scena nell'appartamento di re Charles è presente effettivamente nella Pastorella e lo spazzacamino, mentre il resto del film è pura invenzione di Grimault e Prévert ed è incentrato più sul conflitto tra il sovrano e l'uccello (come esplicitato di fatto dal titolo stesso). Nella favola di Andersen la pastorella e lo spazzacamino sono statuette di porcellana e un satiro in legno (di mogano) vuole sposarla (non un ritratto di un re). Inoltre vengono aiutati da un cinese (e non da un pennuto) e sono così profondamente spaventati dal mondo esterno (e non affascinati) da ritornare nella stanza da dove erano fuggiti (e di questo fatto viene fatto riferimento all'interno del lungometraggio dalla statua del cavaliere, che dice, una volta che sono fuggiti, che presto sarebbero ritornati).

## Dettagli tecnici

### La Bergère et le Ramoneur(1953)
- Titolo: La Bergère et le Ramoneur
- Regia: Paul Grimault

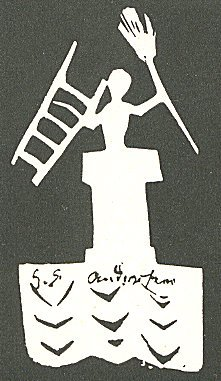
Disegno di Andersen dello Spazzacamino

- Soggetto: Jacques Prévert e Paul Grimault, basato sulla favola La Bergère et le Ramoneur d Hans Christian Andersen
- Sceneggiatura: Pierre Prévert e Paul Grimault (anche dialoghi)
- Animazione: Henri Lacam, Léon Dupont, Gabriel Allignet, Georges Juillet, Alberto Ruiz, Pierre Watrin, Jacques Leroux, Roland Genestre, Jacques Vausseur; et P. Granger, G. Dubrisay, J. Mutschler, P. Landrot, P. Ovtcharoff, J. Rannaud, R. Rosé, R. Segui
- Suono: Antoine Archimbault
- Montaggio: Gilbert Natot
- Musica: Joseph Kosma
- Canzoni: Jacques Prévert e Joseph Kosma, interpretate da J. Jansen, F. Loris, E. Amado et Pierre Brasseur (la berceuse)
- Registrazione e selezione della voce: Pierre Prévert
- Produzione: André Sarrut
- Società di produzione: Les Gémeaux, Clarges Films
- Società di distribuzione: Alliance Générale de Distribution Cinématographique (AGDC)
- Budget: «circa 500 milioni di franchi dell'epoca»[7]
- Paese di produzione: Francia
- Lingua originale: francese
- Formato: Technicolor AGDC
- Durata: 63 minuti
- Data di uscita: 29 maggio 1953 nei cinema parigini Normandie e Rex[8]

### Le Roi et l'Oiseau(1980)
- Titolo: Le Roi et l'Oiseau
- Regia: Paul Grimault
- Soggetto: Jacques Prévert e Paul Grimault, basato sulla favola La Bergère et le Ramoneur d Hans Christian Andersen
- Sceneggiatura: Jacques Prévert
- Scenario: Paul Grimault, con la collaborazione artistica di Lionel Charpy e Roger Duclent; per gli estratti da La Bergère et le ramoneur: Louis Danet, Roger Duclent, Bernard Fiévé, Michel Saufnai, E. Zilahy per gli scenari e Geneviève Helbig per i bozzetti
- Animazione: Gabriel Allignet (ingranaggi, demolizioni, acqua, fuoco, etc.), Alain Costa (il clown, il pulcino), Guy Faisien (gli animali selvatici), Philippe Landrot (il Re), Philippe Leclerc (il Robot e, con Émile Bourget, i fuochi d'artificio), Franco Milia (l'uccello nel prologo), Alberto Ruiz (la pastorella, la spazzacamino, il sindaco); Henri Lacam, Marcel Colbrant, Jean Vimenet, Bernard Roso, Pierre Watrin, Coraline Yordamlis[9] ;
  - e per gli estratti da La Bergère et le ramoneur: Henri Lacam, G. Allignet, J. Aurance, Gilbert Dubrisay, Roger Dumotier-Cazes, L. Dupont, R. Genestre, P. Granger, G. Juillet, P. Landrot, J. Leroux, L. Logé, Robert Moreau, J. Mutschler, P. Ovtcharoff, J. Rannaud, R. Richez, R. Rosé, A. Ruiz, R. Ségui, J. Vausseur, P. Watrin
- Bozzetti: Gigi Bonnin, Simone Bruyères, Lidia Cardet, Françoise Gillot, Colette Jacquemot, Charlotte Roger
- Disegni: Madeleine Camolli-Beauchesne, Frédérique Doyère et Pierre Grimault
- Immagine: Gérard Soiran
- Suono: René Hanotel
- Montaggio: Paul Grimault (immagine), Aline Asséo et René Chaussy (suono)
- Musica: Wojciech Kilar
  - Canzoni originarie da La Bergère et le Ramoneur : Jacques Prévert (testo), Joseph Kosma (musica), Jacques Jansen, Eric Amado e Jean Martin (esecuzione)
- Casting e collaborazione artistica: Pierre Prévert
- Società di produzione: Les films Paul Grimault, Les Films Gibé, Antenne 2
- Società di distribuzione: Gebeka Films (versione restaurata del 2013)
- Paese di produzione: Francia
- Lingua originale: francese
- Formato: Eastmancolor
- Durata: 83[10][11] o 87 minuti[12]
- Data di uscita: 19 marzo 1980; 22 ottobre 2003 (prima versione restaurata) ; 3 luglio 2013 (seconda versione restaurata)

## Produzione
(Paul Grimault Nous sortions de la guerre et les espérances dans tous les domaines étaient grandes.)

### Il «primo lungometraggio d'animazione francese»

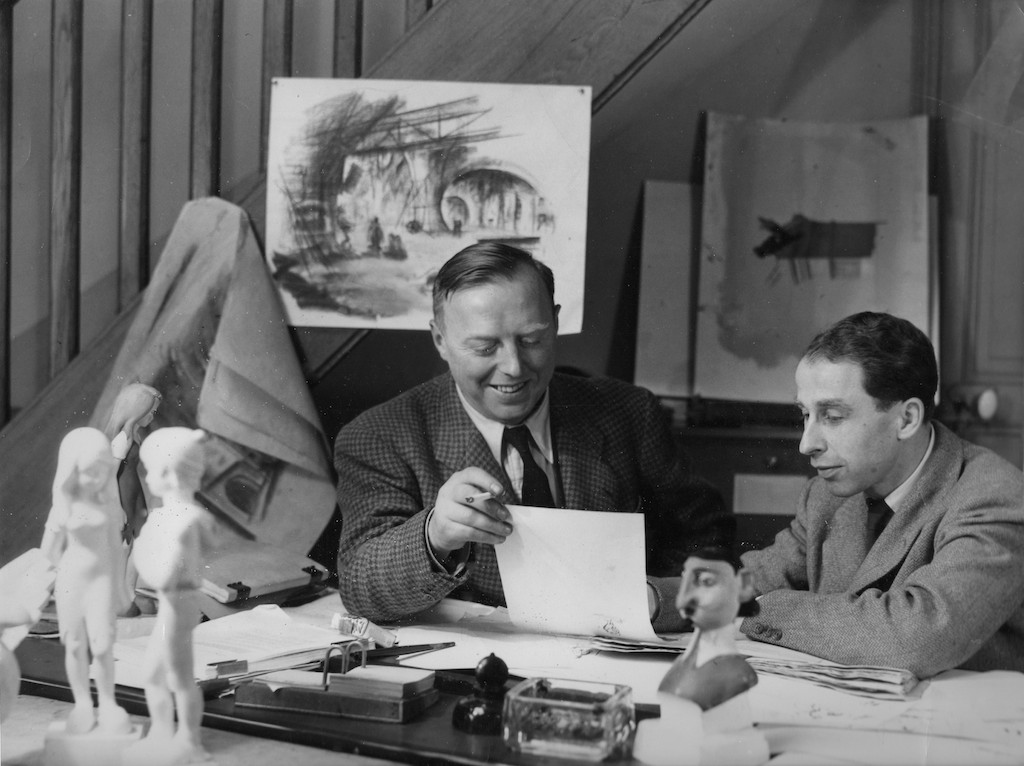
Paul Grimault e André Sarrut con i modellini dei personaggi usati come riferimenti di scala per gli animatori (in primo piano, da sinistra: le statuette della pastorella e lo spazzacamino ed il busto di re Charles)

Negli anni Trenta Paul Grimault era considerato uno dei precursori dell'animazione francese — che allora era una tecnica utilizzata soltanto nell'ambito dei cortometraggi – quando fondò, nel 1936, assieme ad André Sarrut la casa di produzione Les Gémeaux, al numero 18 di rue de Berri, che sarebbe stata la prima società del settore, in Francia, a vantare una distribuzione internazionale. Lontana dai canoni estetici di Walt Disney, diede avvio ad una nuova scuola di cinema animato, volto a proporre, sempre ad un pubblico infantile, prodotti che spingono alla riflessione e basati su immagini allegoriche, in particolare filosofiche.
L'era era infatti quella dei grandi successi della The Walt Disney Company, il cui caratteristico stile aveva già influenzato tutto il mondo e che Grimault avrebbe puntualmente rifiutato con la sua prima collaborazione con il poeta
Jacques Prévert, il corto del 1947 Le Petit Soldat, vincitore del Premio Internazionale alla Mostra internazionale d'arte cinematografica di Venezia, ex æquo con Lo scrigno delle sette perle di Disney.
L'idea di Roi et l'Oiseau, il cui titolo originale era però La Bergère et le Ramoneur, venne in mente ai due nel 1945, durante la lavorazione di Le Petit Soldat. Prévert e Grimault erano amici già da quindici anni: si erano conosciuti tra il 1930 ed il 1931, e progettarono di adattare un altro racconto di Andersen, la cui fonte di creatività giudicarono inesauribile. Previdero inoltre di avere un ingente sostegno finanziario, perché era un buon periodo per gli investitori. Indecisi inizialmente tra I cigni selvatici e La regina delle nevi, la loro scelta cadde su La pastorella e lo spazzacamino, la fiaba che lasciava maggiori libertà espressive ed interpretazioni personali, pur mantenendo intatto il nucleo narrativo, quello di due giovani che vogliono fuggire nel vasto mondo. Mentre Grimault completava il montaggio del corto, Prévert si ritirò a Saint-Paul-de-Vence per pensare alla sceneggiatura per poi ritornare a Parigi ed unirsi al suo collega, che aveva nel frattempo incominciato lo studio sui personaggi e sulle scenografia.
Il progetto acquisì poco a poco un'importanza che andò oltre il mero progresso tecnico: la Gémeaux infatti colse l'occasione per investire sulla realizzazione di un lungometraggio animato, operazione mai tentata prima d'allora in Francia e che, a quei tempi, rappresentava una sfida senza precedenti..
Infatti Biancaneve e i sette nani, il primo film nella Storia del Cinema fatto in tale tecnica, era stato realizzato una decina di anni prima e si era guadagnato la fama di pietra miliare del linguaggio cinematografico, acclamato per il suo aspetto rivoluzionario e per il suo traguardo tecnico.

### La Bergère et le Ramoneur: 1953

#### La genesi diLa Bergère et le Ramoneur

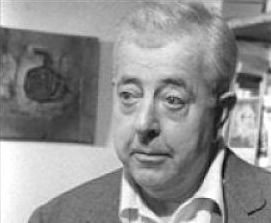
Il poeta Jacques Prévert nel 1961

Sulla carta il progetto cinematografico sembrava promettere un grandioso successo: Grimault e Prévert (così come i produttori) erano entusiasti all'idea di sperimentare il formato del lungometraggio, che offriva loro tempi più dilatati per espandere ed arricchire le proprie idee.. Ai due non mancarono neppure i mezzi: il budget messo a loro disposizione era enorme, così come la una squadra d'animazione, della quale solo una decina di persone necessitarono un apposito training per adattarsi allo stile dell'opera.
Nel 1949 iniziò ufficialmente la produzione, che fu «probabilmente la più grande d'Europa». Il numero dei partecipanti era giustificato dalla lunghezza del film previsto e dalle scadenze di realizzazione, che erano comunque le stesse date ad un cortometraggio; così l'équipe, formata per una parte addirittura da studenti reclutati nelle scuole di disegno (per riempire tutte le posizioni che prefiguravano una società in crescita come Les Gémeaux), si trasferì in un vasto palazzo a Neuilly-sur-Seine per lavorare in maniera più confortevole (gli studi usati per Le Petit Soldat erano diventati ormai troppo piccoli per ospitare un così elevato numero di persone)
. Infatti il tutto doveva concludersi entro tre anni.

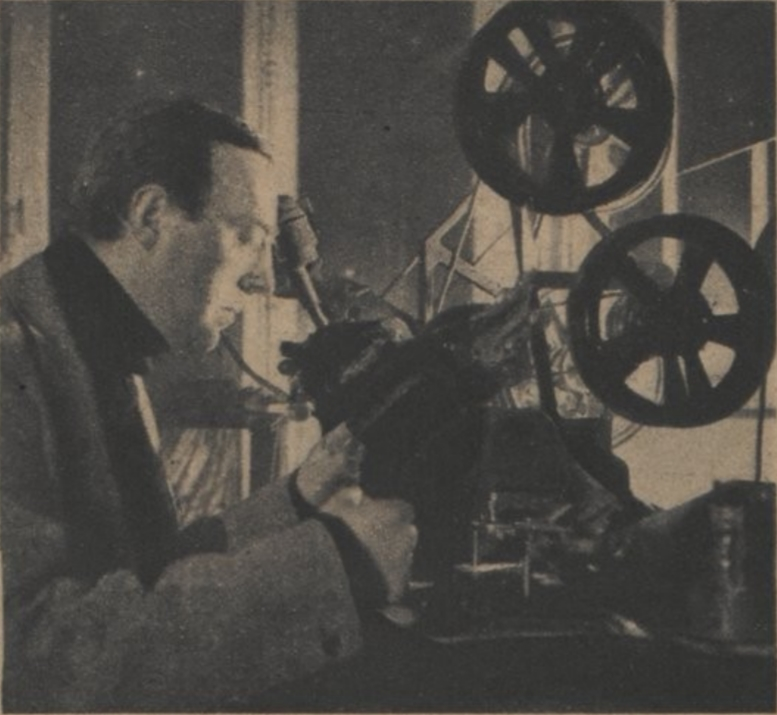
Il regista Paul Grimault (con una moviola)

La Bergère et le Ramoneur venne pensato per essere diretto a tutte le fasce di pubblico, e non solo ai più piccoli come Biancaneve e i sette nani di Disney. Tuttavia, per renderlo anche potenzialmente esportabile negli Stati Uniti e negli studi hollywoodiani, Grimault e Prévert fecero molta attenzione a non inserire scene che potessero in qualche modo spaventare i più giovani, tagliando alcune sequenze in cui v'erano dei rettili (per esempio ne venne eliminata una con un serpente marino). Questa precauzione si sarebbe rivelata inutile, dal momento che il film non sarebbe mai stato distribuito oltreoceano prima degli anni Ottanta e Grimault, riprendendo la lavorazione decenni più tardi, si sarebbe rifiutato di rimetterla in pratica: 
(Paul Grimault)

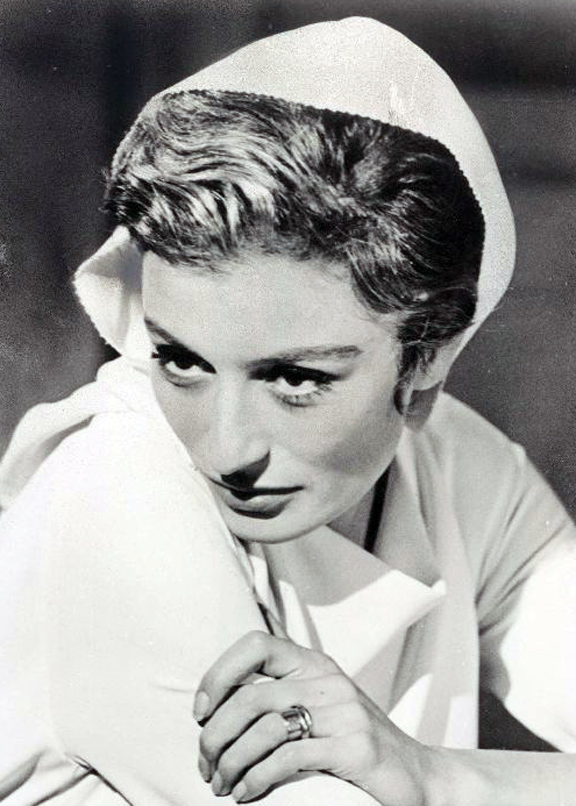
Anouk Aimée, la doppiatrice originale della pastorella

Il vantaggio di una grande squadra composta dai più promettenti giovani animatori fu che (una volta dimentichi delle più interessanti prospettive di carriera con Disney) ognuno aggiunse gradualmente un tocco personale ai personaggi o alle scene dell'opera. Pierre Wattrin riuscì ad animare ad esempio al primo colpo la scena in cui il cavallo di pietra si stacca dalla tappezzeria. Un disegnatore dalla vita familiare fiorente, con moglie e figli, fu responsabile dell'animazione della pastorella, con i suoi sorrisi felici ed il suo carattere solare, mentre ad un altro dalle mobilità ridotte venne affidata l'animazione di un capo della polizia dalla debole forma fisica e di vari personaggi sullo sfondo. Questa prima fase creativa durò dal 1948 al 1950.

#### Il conflitto con la Gémeaux
I lavori subirono un improvviso fermo a causa di problemi finanziari e di divergenze creative: erano stati sottostimati i costi di produzione, con una conseguente terminazione del budget prima del "cut" definitivo. «Non c'era soldi per continuare!», disse un regista che dovette affrontare il licenziamento di una parte del suo team nel 1949, rimproverando un perfezionismo eccessivo e dei procedimenti che rifiutava di sostenere, come tagliare le scene che dovevano ancora essere completate, mandate a Londra per finirle con la cel animation a partire dal settembre dello stesso anno, o ad essere montate senza preoccuparsi della fluidità. Infine nel 1950 Grimault stesso rimase sgomento della sua esigenza e così André Sarrut e altri presidenti della Gémeaux, pressati dai sovraccarichi di bilancio, presero la decisione di completare il film senza i suoi creatori.

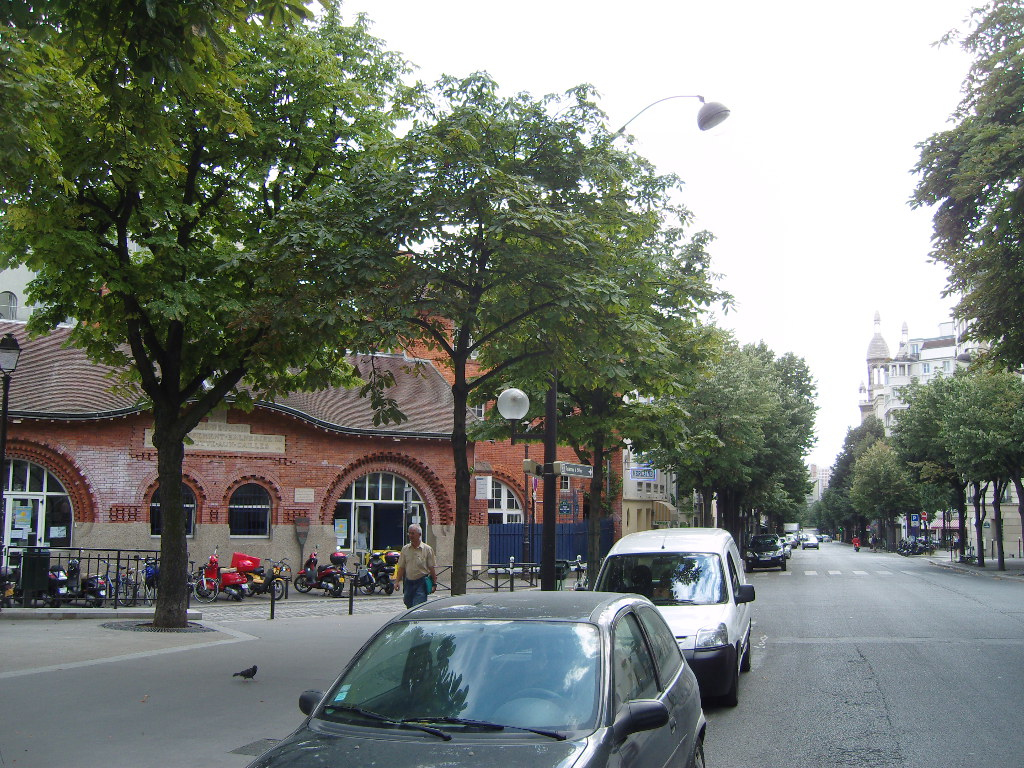
La rue Bobillot, dove fu fondata la Les Films Paul Grimault

Il disegnatore Pierre Nicolas, impegnato nel progetto, ricorda così i momenti difficili che hanno portato a questo fermo: 
(Pierre Nicolas)
 Nelle sue memorie, il cineasta stesso rievocò questo suo cambiamento di umore: «Non volevamo ammetterlo, ma era diventata già un'industria». La squadra d'animazione finì col dividersi in due fazioni; una, leale a Grimault e Prévert, abbandonò gli studi con loro, mentre l'altra, dalla parte di Sarrut, scelse di andare avanti seguendo le nuove direttive.
Presentato così com'era alla Biennale di Venezia nel 1952, La Bergère et le Ramoneur riuscì comunque ad aggiudicarsi il Premio Speciale della Giuria, probabilmente perché era fatto di «bellissimi rimasugli».
Uscì nelle sale cinematografiche un anno dopo (in Italia venne distribuito con il titolo La pastorella e lo spazzacamino dalla CEI Incom, con un montaggio non supervisionato e disconosciuto dagli stessi autori, i quali di fatto non lo videro come una loro opera, in quanto lontana dai loro progetti originali. Il film fu un insuccesso al botteghino e la Gémeaux fu costretta a dichiarare la bancarotta.
Dal canto suo, Paul Grimault aveva deciso di abbandonare momentaneamente il mondo dell'animazione, accettando l'offerta di Henri Langlois di aderire alla Cinémathèque française e di realizzare un po' di spot pubblicitari, con i guadagni dei quali fondò nel 1951 una propria casa di produzione, Les Films Paul Grimault nella rue Bobillot.

### Le Roi et l'Oiseau: 1980
(Paul Grimault)

#### Sviluppo di una nuova versione del film
Nel 1967, dato che Les Gémeaux era fallita ed i diritti d'autore del film erano scaduti, Paul Grimault riuscì a recuperare i negativi comprandoli all'inizio di quell'anno da uno dei collezionisti che si erano giocati all'asta pubblica l'opera (della quale non intese rinnovare i diritti, non riconoscendola come una sua creazione). Tuttavia controllando tali nastri, si rese conto che buona parte del materiale realizzato e scartato dalla produzione era mancante e che era andato perduto. Questo lo portò a considerare fondamentale, più che un nuovo montaggio, una «ricreazione totale» del progetto:
(Paul Grimault)

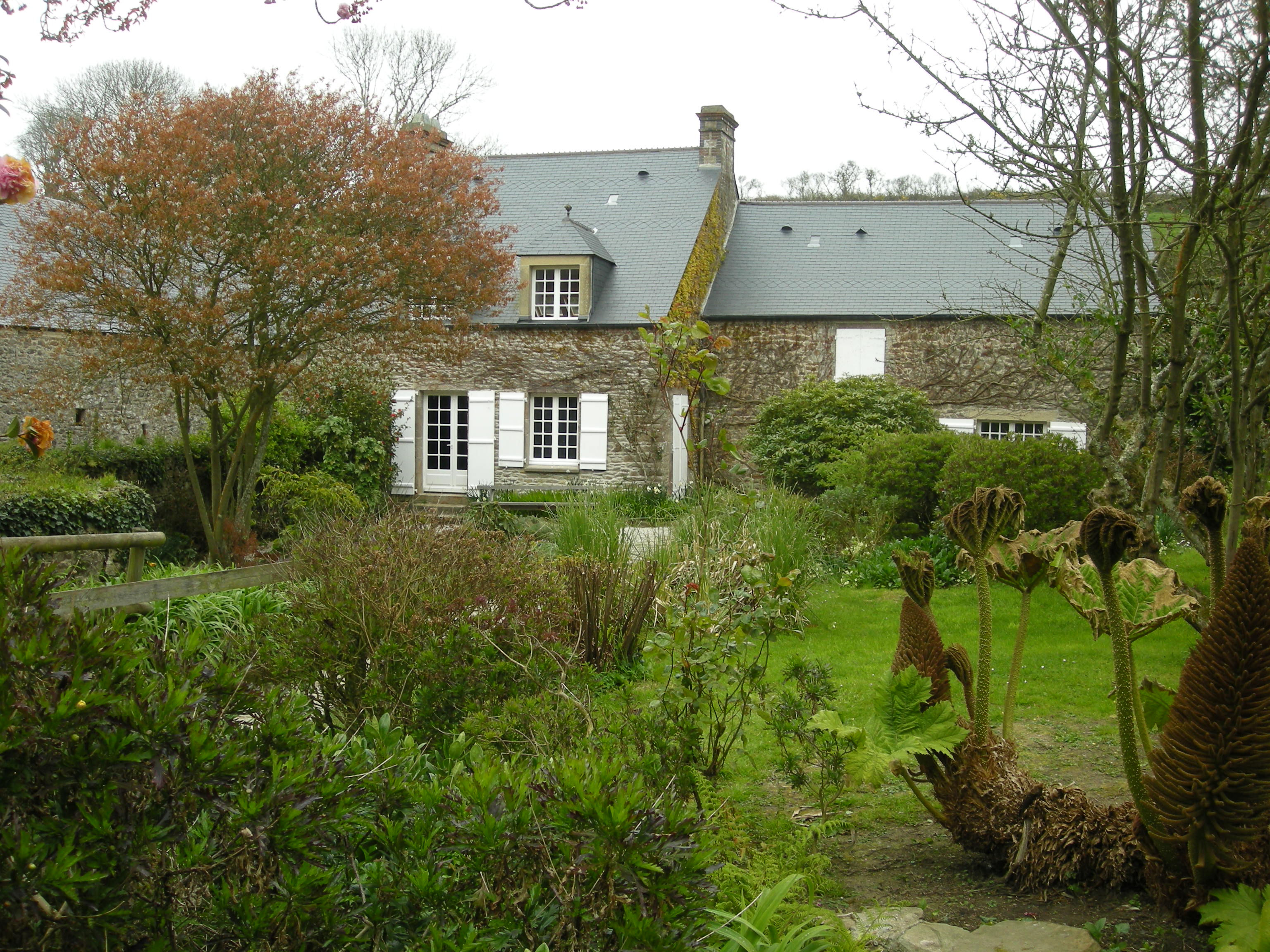
La casa di Jacques Prévert a Omonville-la-Petite

Un altro problema fu quello di trovare dei finanziatori che producessero il lungometraggio. L'impresa non fu facile, anche perché quando a Grimault non veniva rifiutata la richiesta dicendo che «tutti avevano già visto questo film», si obiettava che sarebbe stato meglio fare un cortometraggio. Case di produzione americane e sovietiche fecero delle offerte al regista, che tuttavia rifiutò, in quanto non sarebbe stato poi in grado di mantenere la squadra che desiderava. Un'azienda nipponica gli propose anche la possibilità di girare un secondo film in Giappone.
Nel 1976 la CNC gli concedette un importo di «un milione di franchi» in anticipo sulle ricevute, sufficiente per far partire il cantiere. Unica imposizione della compagnia a Grimault fu quella di chiedere l'aiuto, per garantire l'affidabilità dell'investimento, a Robert Dorfmann, grazie ai contributi finanziari del quale, e all'appoggio di Les Films Corona e Antenne 2, l'artista riuscì a procurarsi un budget abbastanza cospicuo, ma non così grande come quello messo da Sarrut per La Bergère et le Ramoneur. Alla limitatezza dei mezzi sopperì la ricchezza del sodalizio con Prévert, che li aveva condotti nel frattempo a fare altri corti insieme, come La Faim dans le monde, Les Diamants e Le Chien mélomane. 

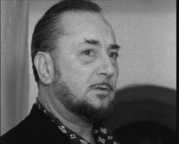
Il personaggio dell'uccello era così tanto modellato sul carattere del suo doppiatore originale Pierre Brasseur (qui nel 1961), che sorsero svariate difficoltà per trovare un attore che sapesse interpretarlo in maniera ottimale.

La coppia si rimise a lavorare sulla sceneggiatura, ma il poeta, che era malato, morì nell'aprile del 1977, quando ancora Grimault stava cercando nuovi fondi. Ciononostante, le poche sedute che fecero in tempo a fare (a casa di Prévert a Omonville-la-Petite, in Normandia, dove facevano lunghe passeggiate in riva al mare) risultarono decisive per definire alcune nuove sequenze: una su tutte, la scena finale, in cui l'automa, spegnendosi, rompe la gabbia liberando l'uccellino. 
(Paul Grimault)
 La determinazione di Prévert spinse ancor di più il regista a lottare per realizzare Le Roi et l'Oiseau, che si sarebbe presentato come un'opera che avrebbe conciliato atmosfere ed immagini della versione del 1953 e visioni ed idee del tutto nuove. Nel momento di mettersi all'opera, giunsero ulteriori complicazioni. Il team tecnico dei tempi della Gémeaux infatti non esisteva più: alcuni animatori, quelli più anziani ed esperti, erano morti, mentre altri si erano dispersi tra vari studi indipendenti, dove lavoravano su progetti meno prestigiosi, come spot pubblicitari, che lo stesso Grimault aveva avuto modo di sperimentare tempo prima. Inoltre si era rivelato necessario scegliere nuove voci per i personaggi: Serge Reggiani non poteva più doppiare il giovane spazzacamino e Pierre Brasseur, sulle movenze del quale era stato animato l'uccello, era deceduto nel 1972 ed era stato sostituito, dopo una difficile ricerca, dal comico Jean Martin, della compagnia Renaud-Barrault su suggerimento di Pierre Prévert. I nuovi attori dovettero impegnarsi molto per seguire la mimica dei loro predecessori, sui caratteri dei quali erano in pratica modellati tutti i personaggi.. Il risultato finale però si rivelò addirittura migliore di quello della prima versione: secondo Grimault infatti, alcuni doppiatori si rivelarono più portati ai ruoli a loro affidati rispetto a quelli precedenti, come Roger Blin, che venne apprezzato per la sua voce seria e commovente.

#### La nascita diLe Roi et l'Oiseau

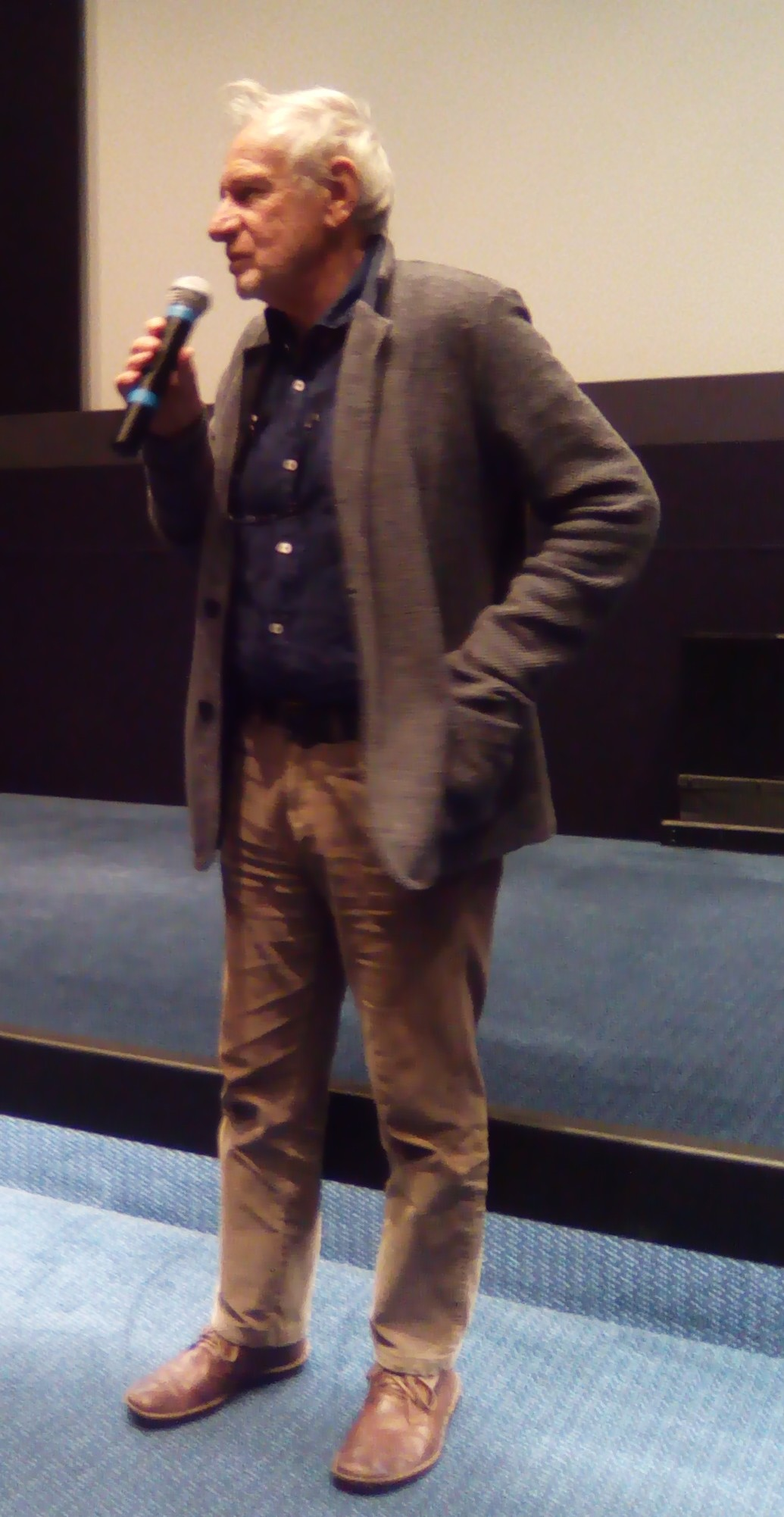
L'animatore Jean-François Laguionie, considerato uno dei migliori in Francia, fu scoperto da Grimault durante la lavorazione del film

La lavorazione su Le Roi et l'Oiseau consistette principalmente nello «sgrassare» i negativi de La Bérgere et le Ramoneur per ricavare quaranta minuti di girato dai sessantatré iniziali, ai quali aggiungere tre quarti d'ora di nuove sequenze per arrivare alla durata ottimale di quasi un'ora e mezzo. Le scene più difficili da animare furono quelle del matrimonio, quelle con i leoni e quelle notturne, per vari problemi sorti durante la produzione. Fortunatamente grazie alla loro realizzazione in Technicolor i colori non si erano deteriorati e le filiali londinesi poterono così operare su di loro con la tecnica Eastmancolor. Grimault si era appuntato inoltre la precisa tavolozza delle tonalità utilizzate e questo facilitò le connessioni tra le scene vecchie e quelle nuove. Il team d'animazione era composto da una trentina di disegnatori, in gran parte nuove leve, e rassomigliava a quello che il regista avrebbe trovato se fosse andato negli Stati Uniti. Ciononostante la continuità con la vecchia squadra era assicurata dalla presenza di persone come Pierre Prévert, il fratello del poeta scomparso.

In un articolo per L'Écran fantastique, il giovane Christophe Gans raccontò il relativo anonimato di Paul Grimault nel periodo del ritiro: 
(Christophe Gans)
L'artista mantenne la sede nella rue de Bobillot dove ebbe l'occasione non solo di «scoprire» non solo sé stesso, ma anche nuovi talenti, che decise di allenare sul posto, prima di dargli la possibilità di esprimersi da soli, come Jacques Colombat, Philippe Leclerc o Jean-François Laguionie.
Mano a mano che il cantiere andava avanti, ci si rese conto che la storia aveva preso una piega del tutto nuova ed inaspettata, con uno scambio di ruoli tra il re e l'uccello, divenuti i veri e propri protagonisti della vicenda, e la pastorella e lo spazzacamino, relegati a personaggi secondari. Ciò permise di distinguere in maniera netta le due versioni dell'opera. Grimault si occupò del montaggio e del sonoro, lasciando le modifiche più precise ai suoi collaboratori, senza astenersi però dal discutere a volte con gli attori, ad esempio per consigliare all'interprete della canzone dell'uccello di non mascherare la propria voce se gli capita di cantare male. Completato nel novembre 1979 dopo cinque anni di effettiva produzione, il lungometraggio venne dedicato a Prévert e considerato, sul versante cinematografico, il suo canto del cigno, visto il suo allontanamento dal Cinema nel 1946, a seguito del fallimento di Mentre Parigi dorme, frutto della collaborazione con Marcel Carné.

## Colonna sonora
Per musicare le scene ambientate nel regno di Takicardia la scelta cadde in prima battuta sul compositore ungherese Joseph Kosma.
Tuttavia, durante la produzione di quella che sarà la prima versione del film, soltanto tre delle sue canzoni (quella del mese di maggio, suonata da un carillon, la ninna nanna che l'uccello canta ai suoi piccoli, e la filastrocca intonata da questi ultimi), con testo di Jacques Prévert, furono effettivamente utilizzate, assieme al canto dei cortigiani del re (l'unico di una serie di cori originariamente pensati per far risaltare determinate sequenze).

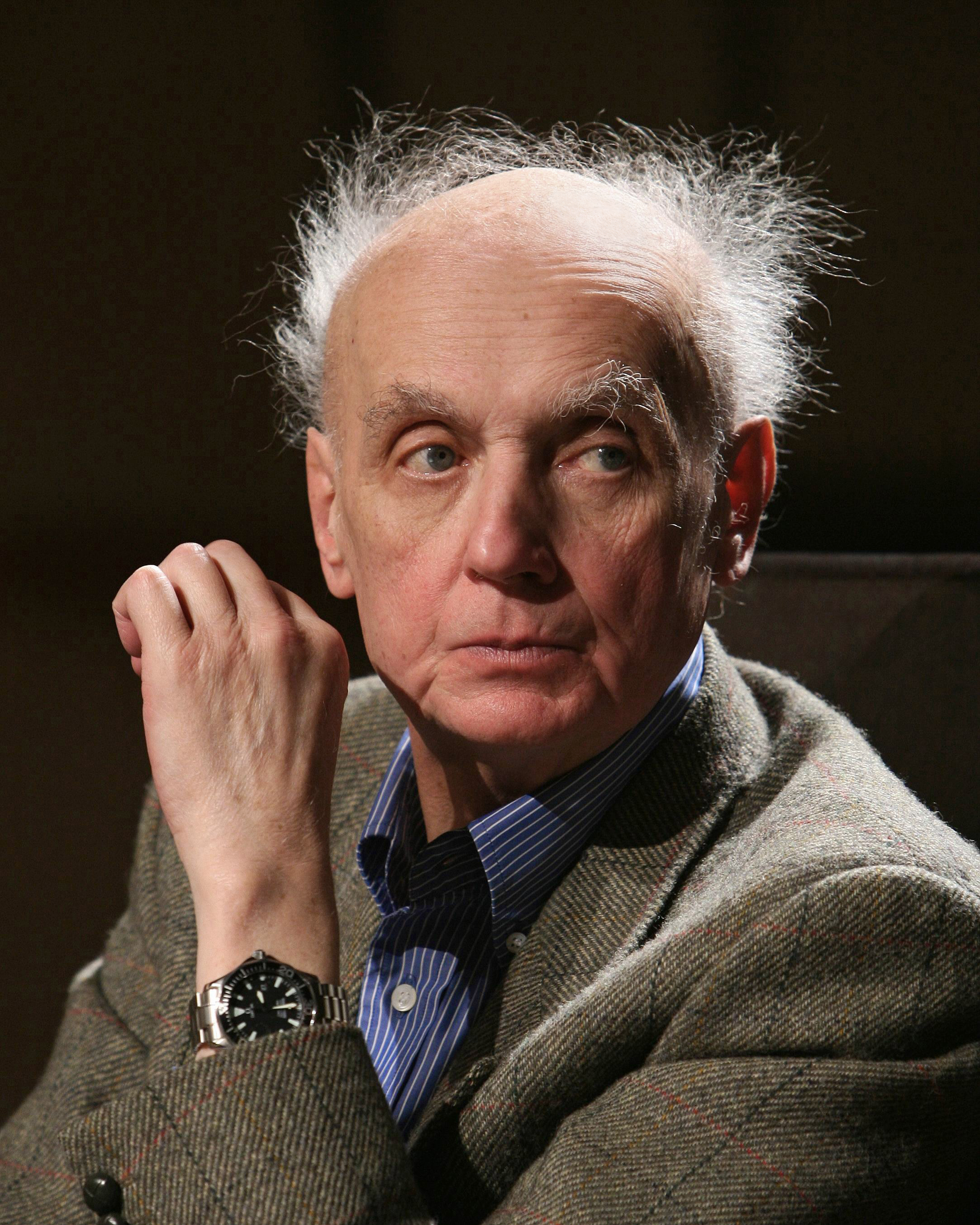
Wojciech Kilar (qui nel 2006) volle conservare le composizioni di Kosma dalla prima versione del film

Kosma inoltre non sarebbe stato richiamato per la realizzazione della seconda versione dell'opera: nel 1950 egli aveva discusso aspramente con Grimault e Prévert (del quale era, tra l'altro, uno stretto collaboratore), che gli avevano rimproverato il fatto che non si fosse ribellato insieme a loro contro la decisione del produttore André Sarrut di finire, senza i suoi creatori, La Bergère et le Ramoneur. Il compositore infatti si era ritenuto, una volta svolto il suo lavoro, non più coinvolto nel progetto e così aveva trovato insensato intromettersi nei dissidi tra i due artisti e Sarrut, consegnando le sue composizioni alla produzione. Al momento di tornare a lavorare alla seconda versione, Grimault, che giudicava la qualità del contributo di Kosma diseguale e composta da «riempitivi» ripetuti (quando non da registrazioni di brani così danneggiate dal tempo da essere inutilizzabili), tentò di ingaggiare Maurice Jarre, amico e collega di lunga data del suo amico Georges Franju, inutilmente. La ricerca di un compositore dannò la coppia fino alla morte di Prévert, quando finalmente il regista non rimase impressionato dalla musica del lungometraggio di Andrzej Wajda La terra della grande promessa, composta da Wojciech Kilar. Questi era francofilo e ammiratore dello scrittore e, dopo un primo incontro con Grimault nell'ottobre 1978, accettò immediatamente di musicare il cartone animato.
La realizzazione della colonna sonora incominciò sei mesi dopo la dipartita del poeta. Grimault lasciò carta bianca al musicista, il quale, nel rispetto del suo predecessore Kosma, rifiutò di cambiare le canzoni da quest'ultimo composte e le integrò al suo lavoro per Roi et l'Oiseau.
Alcuni brani, come quello della danza del piccolo clown o della marcia nuziale, nacquero prima delle sequenze del film, che quindi vennero animate da Paul Grimault in modo tale da seguire alla perfezione la musica; tutti gli altri pezzi invece vennero scritti a fine produzione, senza che il regista avesse ascoltato una singola bozza preparatoria
.
Le registrazioni si tennero in Polonia con la collaborazione dell'Orchestra Sinfonica Nazionale della Radio Polacca condotta da Stanislaw Wislocki.
Kilar presentò l'incisione (che egli stesso giudicò «troppo romantica, troppo polacca») a Grimault il 23 aprile 1979 ed in quest'occasione costui ascoltò per la prima volta la colonna sonora: 
(Wojciech Kilar)

## Accoglienza
(Paul Grimault)

### Distribuzione
Come precedentemente accennato, La Bergère et le Ramoneur venne proiettato in anteprima alla Biennale di Venezia nel settembre del 1952, per poi uscire nelle sale cinematografiche il 29 maggio 1953, attirando 1.363.935.
Il 13 dicembre 1979 Le Roi et l'Oiseau ricevette il premio Louis-Delluc ancor prima di venire distribuito, divenendo il primo (e ancora oggi l'unico) film d'animazione a ricevere tale riconoscimento. Il numero di spettatori che lo videro nei cinema nel 1980 si attesta tra 1.725.000 e 1.840.428 e risultò di fatto il più grande successo di Grimault. A questi vanno aggiunti inoltre gli spettatori delle versioni restaurate del 2003 e del 2013, che sono rispettivamente 405.441 (in 50 sale) e tra 183.000 ed i 188.062 (in 119 sale).
Nel luglio 2006, lo Studio Ghibli curò la distribuzione della pellicola, con sottotitoli in giapponese, nei cinema nipponici, basandosi sulla versione conservata al Ghibli Museum Library. Intitolata Ō to Tori (王と鳥?), fu un successo ai botteghini, attirando più di ventimila persone.
Sebbene sia, come accennato, ancora inedita in Italia, nel 2016, tuttavia, l'Institut Français Napoli, in occasione della Festa del cinema d'animazione del Grenoble, la proiettò presso la propria sede con i sottotitoli in italiano nella sua versione restaurata.

### Critica

Locandina originale di La Bergère et le Ramoneur

La critica accolse in maniera molto positiva il film, soprattutto quella inglese. In Francia venne acclamato pressoché all'unanimità come un «lavoro titanico». Gli unici appunti che gli vennero mossi riguardarono l'armonizzazione tecnica, considerata a volte insufficiente, tra le sequenze vecchie e quelle nuove. Jean-Philippe Domecq della rivista Positif mise in risalto la grande connivenza delle menti di Grimault e Prévert nell'opera, «in cui la poesia visiva e la poesia verbale sono mirabilmente intrecciate» e che portano ad un risultato che è «un incantesimo [...] elettrizzante». Lodò il senso della caricatura nella storia, ma ebbe delle riserve sulla caratterizzazione della pastorella e dello spazzacamino, «che sono un residuo di convenzioni che <può> sorprendere in un film così inventivo», ammettendo che «è vero che i fiori blu dell'amore possono essere irrimediabilmente più blandi dell'ostilità che li minaccia». Un anno dopo, sullo stesso periodico, un altro giornalista parlò del lungometraggio, in occasione della sua presentazione al festival di Annecy: «l'apoteosi di Grimault/Prévert, infine, completata secondo la volontà degli autori».
Opinioni più negative ed aspre vennero dal Cahiers du cinéma che giudicò Le Roi et l'Oiseau «un film da odiare». Sebbene sia passata in sordina, tale forte critica sorprese per la sua virulenza e addolorò profondamente Grimault. In particolare, essa denunciò «le fantasie poetiche [di Prévert, che] non sono mai state ben rassicurate» e l'assenza di una fuga poetica. Se da un lato poi apprezzò la cura dell'ambientazione, dall'altro disprezzò i disegni, la sceneggiatura e la mancanza di miglioramenti tra le due versioni, che portano a ciò che considerò un esempio «di versione poetico-artigianale della "qualità francese" che ci sorprende a odiare di nuovo». Carenze a livello di storia vennero notate anche da Michel Mardore di Le Nouvel Observateur, secondo il quale «il materiale è molto sottile e il canto è molto monotono». Affermò inoltre che ci sarebbe la debolezza del cinema d'animazione, «condannato per natura a sorprendere sempre, abbagliare ed a soggiogare», e che «non tollera i fallimenti del cinema ordinario, con attori reali.».
Nonostante questo, la generale accoglienza positiva rasserenò Grimault, «contento di aver adempiuto [al suo] compito con un po' di amarezza, tuttavia, di fronte a questi tempi, rovinati da tutto ciò che [vuole] dimenticare ora» e pronto a lanciarsi su un nuovo progetto, La Table tournante, in collaborazione stavolta con il regista Jacques Demy.
Grazie al secondo restauro del 2014, Le Roi et l'Oiseau è giunto all'attenzione dei critici contemporanei, alcuni dei quali lo hanno elogiato come uno dei più importanti film d'animazione mai concepiti e come il migliore in assoluto uscito in quell'anno. Sul sito aggregatore Rotten Tomatoes ha la rara percentuale di gradimento del 100%, con un voto medio di 8,7 su 10 basato su ventidue recensioni
, mentre su Metacritic ha come punteggio 87, che indica "acclamazione universale".

## Influenza culturale

### In Francia
Dalla sua uscita, Le Roi et l'Oiseau è divenuto in Francia un film importante e rivoluzionario su più livelli: non solo come primo lungometraggio animato prodotto interamente nel Paese, in grado di resistere all'egemonia stilistica delle case di produzione americane, ma anche e soprattutto come una delle prime opere disegnate ad avere un grande successo presso la critica specializzata (come già detto, vincendo il premio Louis-Delluc). Figura come unica opera realizzata in tale tecnica (assieme a Biancaneve e i sette nani) nella classifica stilata nel 1999 dalla rivista Le Monde/Fnac dei "100 film preferiti dai francesi".
La sua influenza però fu tale da uscire fuori dai confini francesi, acquisendo con il tempo lo status di pietra miliare del cinema d'animazione in generale. «Era una cosa buona per tutto il settore», raccontò vent'anni dopo Paul Grimault nella sua biografia scritta dal critico e storico del cinema Jean-Pierre Pagliano. Animatori anche dalle scarse qualità tecniche riuscirono a realizzare quello che viene chiamato tuttora «un vero film». Il regista riuscì dunque a far capire quanto l'animazione sia «una tecnica povera solo sul piano finanziario».
Appena pubblicata la seconda versione, il periodico Jeune Cinéma stimò che, nei confronti del disegno animato, «il pubblico è pronto, il successo di Le Roi et l'Oiseau lo attesta». Cortometraggi e lungometraggi come quest'ultimo apparirono finalmente proficui e capaci di onorare finanziariamente i tecnici coinvolti.
Successivamente, il film è stato presentato ai Festival del film francese del Portogallo nel 2004, di Israele nel 2006 e di Hong Kong nel 2013.

### Ispirazione per lo Studio Ghibli

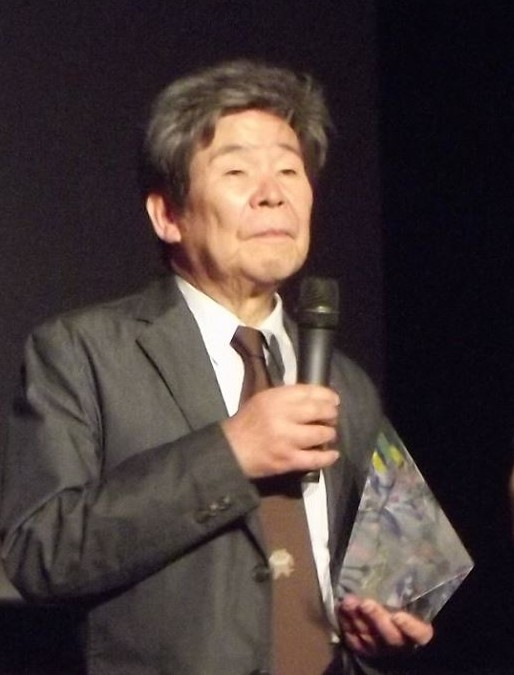
«Quel che è certo è che l'influenza di questo film è stata per me decisiva. Posso dire che senza la sua scoperta, non avrei mai intrapreso la strada del film d'animazione. Questo per dire l'intensità dello shock che ho ricevuto allora.»
—Isao Takahata

La residenza segreta di re Charles, ripresa da Hayao Miyazaki come segreta del castello di Cagliostro nel film Lupin III - Il castello di Cagliostro del 1979

Le Roi et l'Oiseau influenzò in maniera particolare il cinema d'animazione giapponese. Esempio lampante ne è la fondazione dello Studio Ghibli da parte di Hayao Miyazaki e Isao Takahata, che rimasero segnati dalla visione de La Bergère et le Ramoneur, quando venne distribuita nei cinema negli anni Cinquanta. Il secondo ebbe anche l'occasione di incontrare Paul Grimault in una retrospettiva a lui dedicata al Palais de Tokyo nel marzo del 1992, ricevendo una dedica del regista nel catalogo della mostra.
Isao Takahata in particolare, diplomato in letteratura francese e specializzato sull'opera di Prévert, vide La Bergère et le Ramoneur a ventisei anni e riuscì a procurarsi la sceneggiatura originale usata dal distributore per creare i sottotitoli in giapponese. Percepì nella sua «miscela meravigliosa e misteriosa di tensione ed eccesso», aspetti prima d'allora inediti nel cinema d'animazione, elementi vicini alle arti classiche giapponesi, rimanendo soprattutto colpito dalle potenzialità che la tecnica offriva: l'espressione si basava in particolare sugli insiemi, attraverso i giochi di prospettiva e su un'attenta caratterizzazione dei personaggi, anche delle macchine. Anche Yasuo Ōtsuka, suo futuro collega dello Studio Ghibli, considerò l'opera «il primo film animato che descrive l'interiorità umana». Un esempio di questa caratterizzazione tanto ammirata dai giapponesi potrebbe essere la scena del ritratto del re: quando il pittore infatti presenta al tiranno la sua esatta rappresentazione - esatta fino al suo strabismo - questi sulle prime sembra non tenergli rancore, ma poi, dopo essersi apparentemente congratulato con lui decorandolo con una medaglia, lo fa precipitare nel dimenticatoio. I sottili cambiamenti nei tratti e nei comportamenti di re Charles denotano la complessità del suo personaggio, in maniera più sottile e meticolosa che nell'animazione statunitense.
L'influenza di La Bergère et du Ramoneur (e non di Le Roi et l'Oiseau, uscito molto più tardi) è rintracciabile in molte opere dei fondatori dello Studio Ghibli: per esempio in Laputa - Castello nel cielo (1986) di Hayao Miyazaki il robot-soldato della tecnologia di Laputa distrugge la fortezza in cui è tenuto prigioniero, come il robot gigante guidato da re Charles che rade al suolo Takicardia. Per Grimault come per Miyazaki, gli automi testimoniano una civiltà scomparsa e realizzano un progetto ben lontano dalla missione distruttiva per la quale erano stati programmati.

### Restauro
A causa del deterioramento allarmante della pellicola originaria, un primo progetto di restauro di Le Roi et l'Oiseau venne proposto nel 2001 e finì nel luglio 2003, sotto la supervisione di StudioCanal. La pulizia digitale dei film venne eseguita dai laboratori Éclair, quindi il restauro fotochimico e digitale e della sua colonna sonora furono affidati ad un gruppo di StudioCanal guidato da Béatrice Valbin. Per ragioni incerte, alcuni dialoghi vennero ri-registrati, con Jean Martin.
Tale versione restaurata venne presentata in alta definizione al Festival di Cannes 2003 e l'edizione in DVD ricevette il Premio Speciale della Giuria al Festival di Cannes 2004.
Un secondo restauro venne effettuato nel 2013 e distribuito nei cinema il 3 luglio.

### Edizioni home video
Le Roi et l'Oiseau venne distribuito su VHS dalla Citel nel 1992.
Un doppio DVD della versione restaurata invece venne pubblicato nel 2003 ed ha come contenuti speciali La Table tournante di Paul Grimault e Jacques Demy e un documentario sul restauro dell'opera, con interviste dei suoi realizzatori. Simultaneamente uscì la deluxe edition, in versione limitata a cinquemila copie e contenente, oltre allo stesso materiale dell'edizione standard, anche un CD con alcuni estratti della colonna sonora, un libretto di immagini e cinque litografie.
A partire dal 15 ottobre 2013, il film venne reso disponibile in Blu-ray. Una versione "combo" Blu-ray + DVD avente gli stessi identici contenuti del doppio DVD venne pure pubblicata e propone un'edizione standard ed una "collector" con un libro illustrato, poster e CD. Un semplice DVD uscì lo stesso anno, con testimonianze incrociate per scoprire il lungometraggio nella sua complessità abbastanza artigianale. L'anno successivo venne pubblicata un'altra edizione DVD con La Table Tournante, il documentario Paul Grimault image par image (del 2003) di Fabienne Isartel, i racconti sulla genesi dell'opera da parte di Wojciech Kilar, Jean-Pierre Pagliano, Philippe Leclerc e Pierre Tchernia ed un'intervista di Lionel Charpy sull'influenza de La Bergère et le Ramoneur nel mondo degli anime.

Al contrario, La Bergère et le Ramoneur conobbe un infausto destino e non venne mai proposto in home video, principalmente a causa del disconoscimento da parte di Grimault. Alcuni, come Isao Takahata, si rammaricarono del fatto che i due film non furono accoppiati in un unico DVD, riconoscendone la reciproca legittimità, ma il regista si rifiutò sempre di includere la prima versione nelle edizioni de Le Roi et l'Oiseau, desiderando sottolineare la differenza di proprietà intellettuale tra le due opere: 
(Paul Grimault)

## Analisi
(Paul Grimault)

### I personaggi
(Jacques Prévert a proposito dei personaggi del film.)

#### Re Charles V + III = VIII + VIII = XVI

Il monarca assoluto per eccellenza Luigi XIV (qui ritratto da Hyacinthe Rigaud), che ispirò le movenze e la fisionomia altezzosa del re di Takiradia

Re Charles V + III = VIII + VIII = XVI è il tiranno solitario e megalomane di Takicardia. Anche se pensa di essere innamorato della pastorella, il suo interesse per lei in realtà nasce solo per contrastare l'amore che l'ha legata con lo spazzacamino. Presentato dall'uccello come un monarca che «odia tutto il mondo» e che «tutto il mondo odia», governa un regno che porta un nome legato, per assonanza, ad una disfunzione cardiaca (la "tachicardia", per l'appunto) e nel quale ha imposto un vero e proprio culto della personalità, disseminando dappertutto statue e ritratti con la sua effigie, scartando quelle opere che non lo idealizzano, raffigurandolo con tutti i suoi difetti fisici, come lo strabismo. È il peggior nemico dell'uccello (che lo schernisce), del quale uccide la moglie e minaccia i bambini durante le battute di caccia. Jean-Pierre Pagliano vede in lui «la follia dei potenti», che secondo Jean-Philippe Domecq si trasforma in «rabbia distruttiva», un confuso concetto di "invasore domestico" non convenzionale per un pubblico infantile. Il suo potere sul popolo, tuttavia, sembra saldo e spietato e ciò che dà tale impressione è la voce fredda dell'ascensore, che descrive i piani del palazzo reale in un tono neutro e che sottolinea la legittimazione del regime stabilito e del suo controllo, nel mentre porta una garanzia turistica, quindi storica. Anche questa scena è stata appositamente edita da Grimault; per evitare che l'effetto comico prendesse il sopravvento sull'interpretazione del testo, il regista costrinse il doppiatore a sforzarsi nel dare una cadenza meccanica e monotona alla sua recitazione.
Il suo nome pomposo deriva da quello di un altro tiranno precedentemente immaginato da Prévert nel dramma teatrale Un drame à la Cour, ovvero il sovrano d'Ungheria "V + III = VIII + VIII = XVI", ed è di fatto l'unico personaggio all'interno del film ad averne uno. Il suo ruolo di persecutore è analogo a quello di molti altri antagonisti della produzione del poeta, come ad esempio il pupazzo a molla a forma di diavolo del corto Le Petit Soldat. L'ispirazione per la creazione di re Charles viene dai ritratti del Re Sole e dalle foto degli ufficiali che circondavano Benito Mussolini: «aristocratici di destra che venivano sempre fotografati con pistole alla cintura, sciabole che li mettevano in imbarazzo e che non sapevano usare. La narice dilatata, vestiti belli, con un po' di pancia, ma stretta da una cintura per dare l'illusione di avere un pettorale»
.

Re Charles V + III = VIII + VIII = XVI in tenuta da caccia

La minaccia rappresentata dal re raddoppia quando viene sostituito dal suo ritratto, il cui disprezzo sullo spazzacamino è tanto più giustificato in quanto entrambi provengono dallo stesso mondo, il mondo delle immagini. Uno dei responsabili della sua animazione, Philippe Landrot, fa notare come il sosia dipinto di Charles non sia strabico e che abbia anche un portamento elegante: «Uno fa un gesto ed è ridicolo, l'altro fa lo stesso gesto ma è elegante. Il Re dipinto, è lui quello "di successo". È ciò che il vero re avrebbe voluto essere». Pagliano nota, tuttavia, che «in questo universo di finzione e incomprensione, la sostituzione passa inosservata»: il re dimenticato soffre del regime che egli stesso ha stabilito. D'altra parte Paul Grimault ammette che ogni personaggio ha diversi volti più o meno lucidi (come l'uccello, benefattore degli amanti che non nega la peggiore demagogia) e si rifiuta di condannare in maniera definitiva il sovrano: «Il re, quando [l'automa] gli soffia addosso, viene scaraventato lontano nelle galassie. Gli altri scompaiono in delle botole, forse ci sono dei materassi sotto che gli attutiscono la caduta e passano le loro giornate a giocare a carte insieme. Non sono più affar mio.»

#### L'uccello

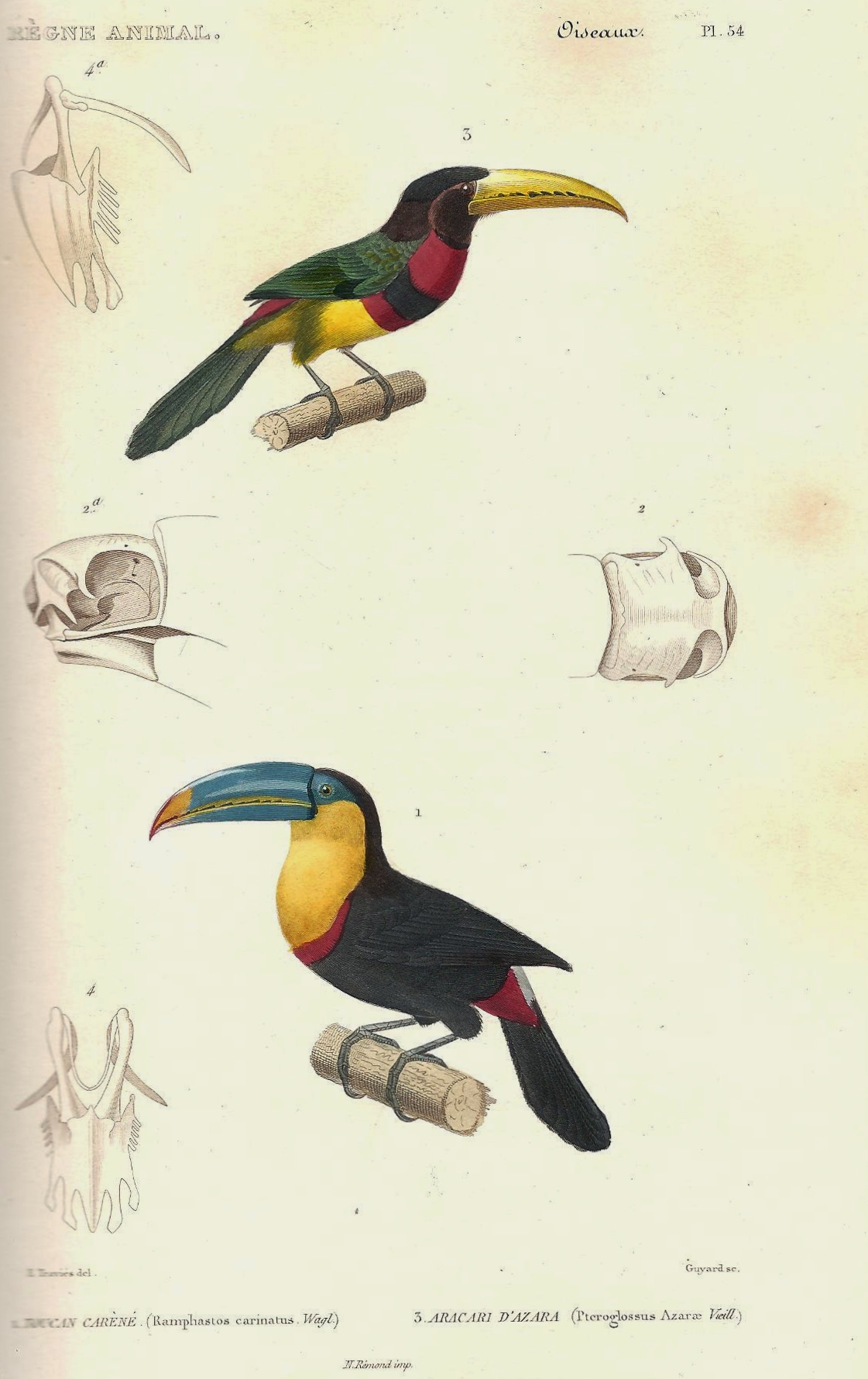
L'aspetto simile ad un tucano dell'uccello è modellato sull'esuberanza di due noti personaggi di Grimault, Baron Mollet e Pierre Brasseur

L'uccello è l'acerrimo rivale di re Charles e sfrutta ogni occasione per schernirlo e ridicolizzarlo. Questo antagonismo potrebbe essere dovuto alla morte della moglie, alla quale allude una sequenza del film in cui l'animale piange sulla tomba di lei, uccisa per sbaglio dal tiranno mentre si esercitava al tiro con la pistola. La lapide reca la seguente iscrizione: "Qui riposa la mia cara moglie, vittima di uno sfortunato incidente di caccia."
Sebbene fosse una rondine nella prima stesura della sceneggiatura e molti critici abbiano assimilato la sua figura a quella di un corvo, l'uccello essere più verosimilmente una caricatura di un tucano, riconoscibile dai colori delle sue piume; inoltre, tra i suoi figli, quello che si prende i rischi e viene imprigionato nella gabbia è identico ad un giovane della suddetta specie. I colori sono quindi messi al servizio dell'azione. La morfologia dell'uccello è tuttavia più difficile da stabilire e Grimault realizzò e scartò molte bozze prima di raggiungere la forma voluta: a volte troppo vicino a un «nano di Biancaneve», a volte troppo caricaturale ed eccessivo, il percorso fu lungo prima per la creazione di un personaggio che poteva armonizzarsi alla perfezione con il suo nemico.

L'uccello mentre si presenta al suonatore d'organetto cieco.

Essenziali furono in tal senso le ispirazioni di Prévert a due diverse personalità del mondo artistico francese: quella di Jean Mollet, protagonista di diversi circoli mondani ed ex-segretario di Guillaume Apollinaire per la silhouette e lo stile generale del personaggio (lo stesso patafisico fornì al regista alcune sue foto), e quella dell'attore Pierre Brasseur per la sua verve ed energia. Quest'ultimo soprattutto, famoso all'epoca per la sua interpretazione di Frédérick Lemaître in Amanti perduti (di Marcel Carné e scritto dal poeta stesso), sarebbe proprio stato scelto come doppiatore dell'animale per La Bergère et le Ramoneur.
Il carattere dell'uccello riflette quello di questi due uomini: è con la sua insolenza che si innalza a paladino degli oppressi che con le sue parole e il suo modo di essere fronteggia il tiranno recluso, sorvolandolo sopra la testa e contro il quale fa insorgere infine la massa di lavoratori della città bassa di Takicardia. Questa sua capacità di coalizzare la popolazione è dovuta alle sue iperboli linguistiche, accompagnate da sontuosi gesti con le ali che fendono l'aria, ed al suo innato altruismo. Di tutti i personaggi del lungometraggio, è quello che corrisponde maggiormente alla figura dell'eroe che lotta contro il male, sebbene anche lui abbia dei lati negativi, come un'eccessiva vena demagogica, populista e vanagloriosa che lo spinge all'azione.

#### La pastorella e lo spazzacamino

I due giovani innamorati in una scena

La pastorella e lo spazzacamino, due dipinti adiacenti che prendono vita, non possono essere immaginati l'uno senza l'altro e la loro separazione è quindi solo l'annuncio delle scene più drammatiche. Entrambe sono figure abbastanza convenzionali e stereotipate - il ragazzo maltrattato con un lavoro opprimente e la ragazza dolce e delicata - che trovano la loro unica utilità, all'inizio dell'opera, come la causa che fa precipitare nella follia amorosa il re e dalla quale prenderà avvio poi tutta la vicenda: il loro amore trasgressivo pertanto è soltanto «pretesto» narrativo. A forza di resistere al tiranno, questi due archetipici personaggi guadagneranno spessore psicologico e diverranno in grado di prendere decisioni proprie ed originali.

#### L'Automa gigante

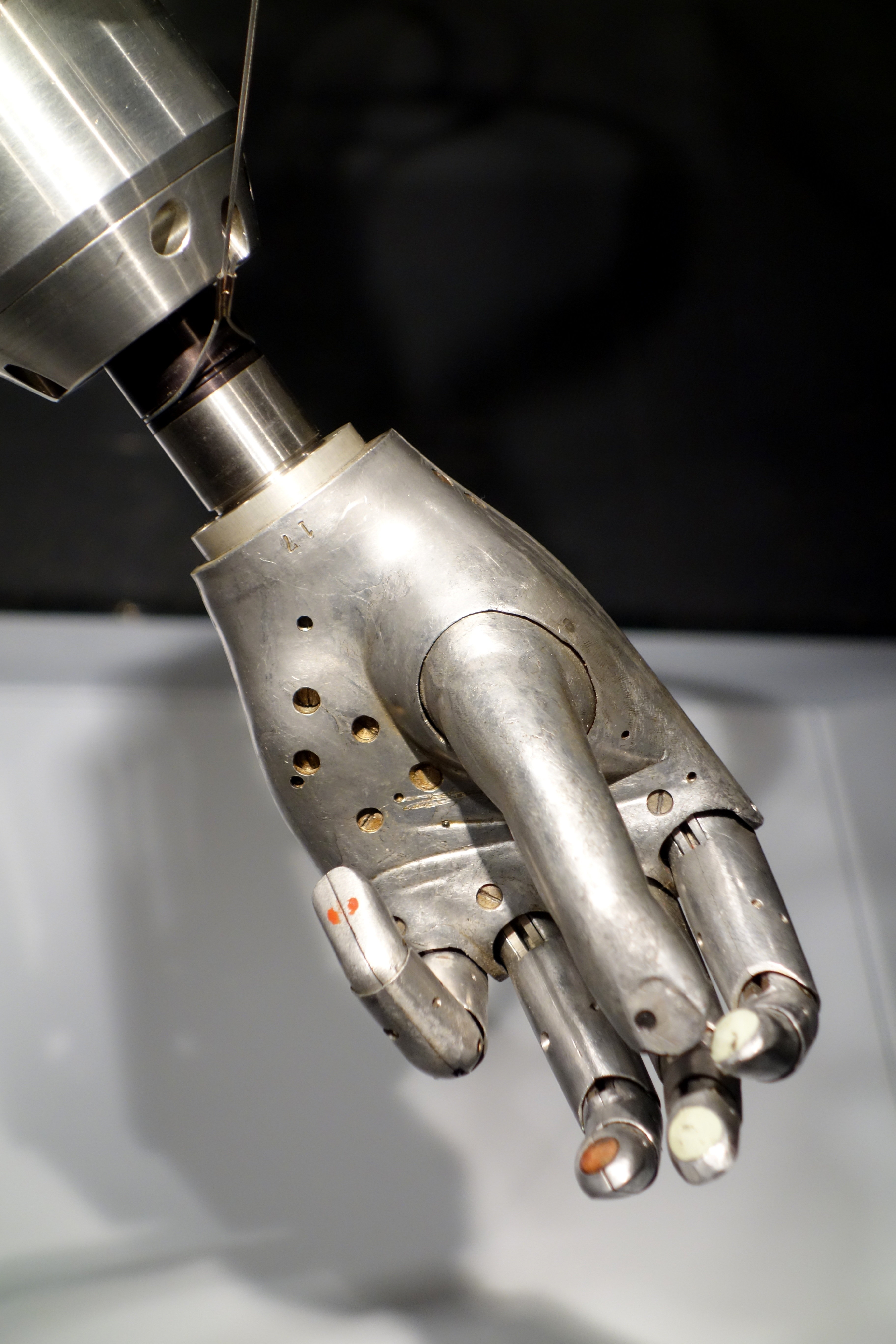
La mano del robot gigante è colei che compie l'azione redentrice nella sequenza finale de Le Roi et l'Oiseau

L'Automa gigante è una mostruosa macchina di morte costruita dal re come simbolo del suo potere. Mentre tenta di annientare l'uccello, questi lo distrae facendogli distruggere progressivamente l'intera città di Takicardia. È uno dei primi robot mai apparsi in un film nella storia del cinema e la brutalità e la violenza che simboleggia vennero discussi nel 1953 dal critico Jean de Baroncelli. Il suo design venne rielaborato per Le Roi et l'Oiseau.

Sebbene quest'aura di profonda negatività che lo circonda, la scena finale del lungometraggio (l'ultima su cui Prévert lavorò prima della sua morte) conferisce all'Automa un'anima benevola, quando libera uno dei piccoli dall'uccello dalla gabbia e si siede pensoso sulle macerie del regno. Questa sua azione redentrice infatti, come ebbe modo di notare la rivista Canard enchaîné, «avrebbe sconvolto anche un bar della prigione», e il robot in particolare sembra un «anti-Goldrake», una nave cibernetica priva di personalità. 
(Paul Grimault)

L'Automa gigante rade al suolo il regno di re Charles

Nonostante quindi il suo essere un oggetto inanimato, l'Automa finisce per diventare il fulcro dell'azione: il suo palmo diventa il proscenium in cui tutti i personaggi convergono (e dal quale il ritratto del re viene spedito in orbita), geograficamente posta innanzi alla reggia reale, quasi da sfondare lo schermo con la forza acustica dei suoi macchinari. Il robot diventa perciò a sua volta una sorta di enorme allegoria del cinema: i suoi occhi abbaglianti sono dei riflettori, la sua bocca è una gigantesca galleria del vento, l'orchestra meccanica presente nel suo corpo, celata da tende italiane, funge da commento sonoro alla sequenza, i suoi bracci articolati richiamano i pali telescopici delle cineprese e la stessa mano è la piattaforma mobile su cui viene eseguita la carrellata durante una ripresa
.

### Un nuovo ordine mondiale

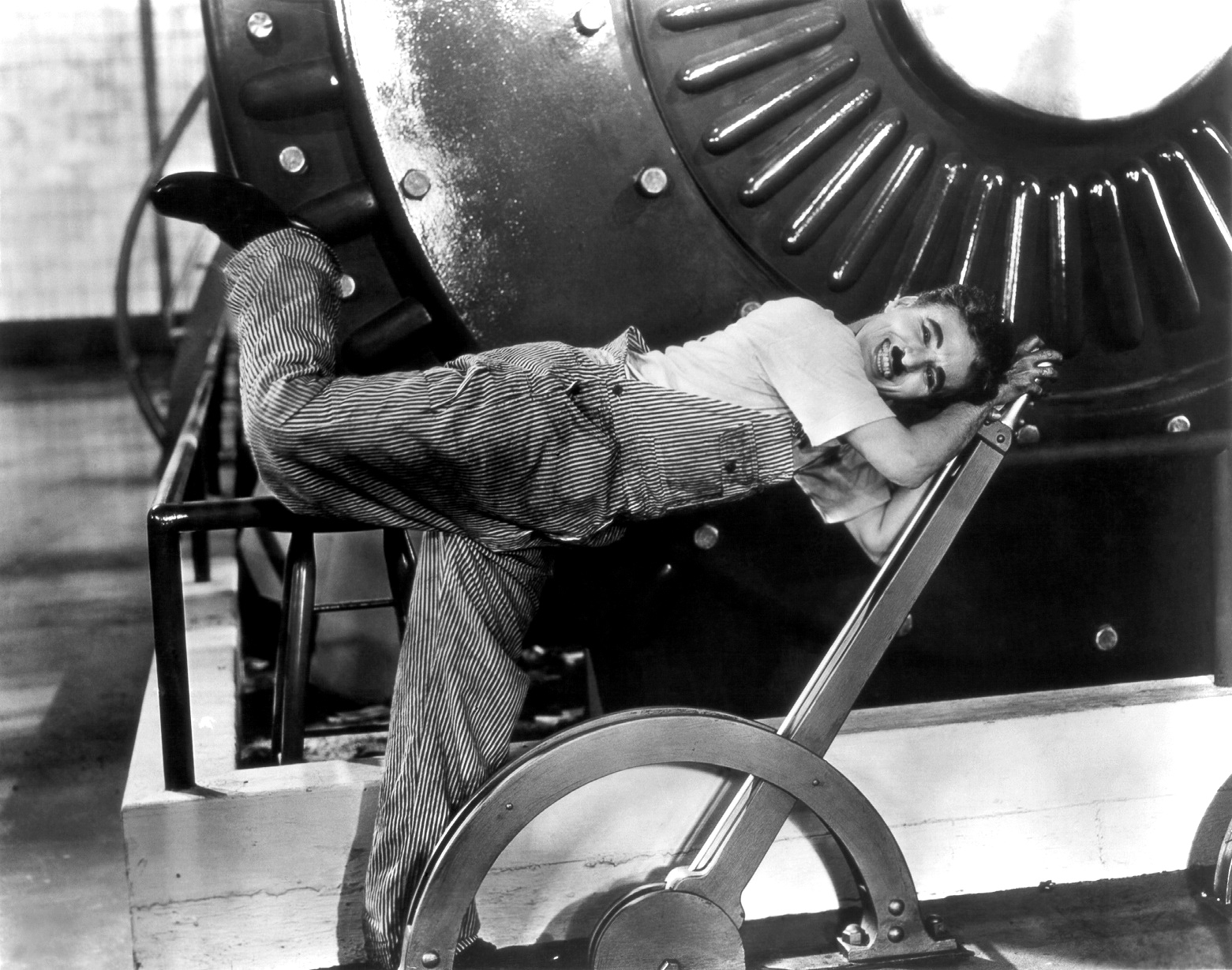
La sequenza nella fabbrica del film di Charlie Chaplin Tempi moderni viene richiamata in Le Roi et l'Oiseau per simboleggiare la rivolta dei poveri lavoratori, guidati dall'uccello, contro l'oppressione del re.

A differenza dei due giovani del racconto di Andersen, che alla fine abbandonano il loro desiderio di fuga, i protagonisti di Grimault invece vogliono perseguire fino in fondo il loro audace sogno e riescono a farsi seguire pure da altre persone (gli abitanti della città bassa), «fino a quando non cambiano l'ordine del mondo», secondo Jean-Pierre Pagliano. L'Automa gigante, che trasporta l'uccellino e poi distrugge la sua gabbia, è uno di quei personaggi conquistati da uno spirito di libertà ed emancipazione. Lo scrittore Michel Braudeau vede nel lungometraggio «una meravigliosa, tenera e crudele richiesta di una felice anarchia».
L'impertinenza di questi personaggi che non rimangono al loro posto si vede anche nella scena della fabbrica di statue di re Charles: quando l'uccello infatti rompe il ritmo della produzione e accelera il motore della catena di montaggio (richiamando il Charlie Chaplin di Tempi moderni), vengono realizzati busti e ritratti pieni di difetti, ricoperti o da macchie di vernice o di graffiti disegnati volontariamente dallo spazzacamino e dal suo compagno. Questa rivolta politica evoca anche l'audacia tecnica del cinema, poiché il metodo spesso utilizzato al tempo del cinema muto di accelerare gli inseguimenti burleschi aumentando il numero di fotogrammi da 18 (come da ripresa) a 24 al secondo (facendo scorrere più velocemente il nastro).

Questi poveri sfruttati faceti ed audaci sabotano anche il matrimonio combinato del re, volto a legittimare il suo potere e la sua falsità. Paul Grimault, all'uscita del lungometraggio, ha commentato in particolare: «questo è il motivo per cui certi spettatori hanno delle riserve sul film: ci si rivedono un po'.». Le Roi et l'Oiseau è particolarmente più cupo de La Bergère et le Ramoneur, progettato più per competere con l'animazione americana per i più piccoli: 
(Paul Grimault)

### "Città Alta", "Città Bassa"

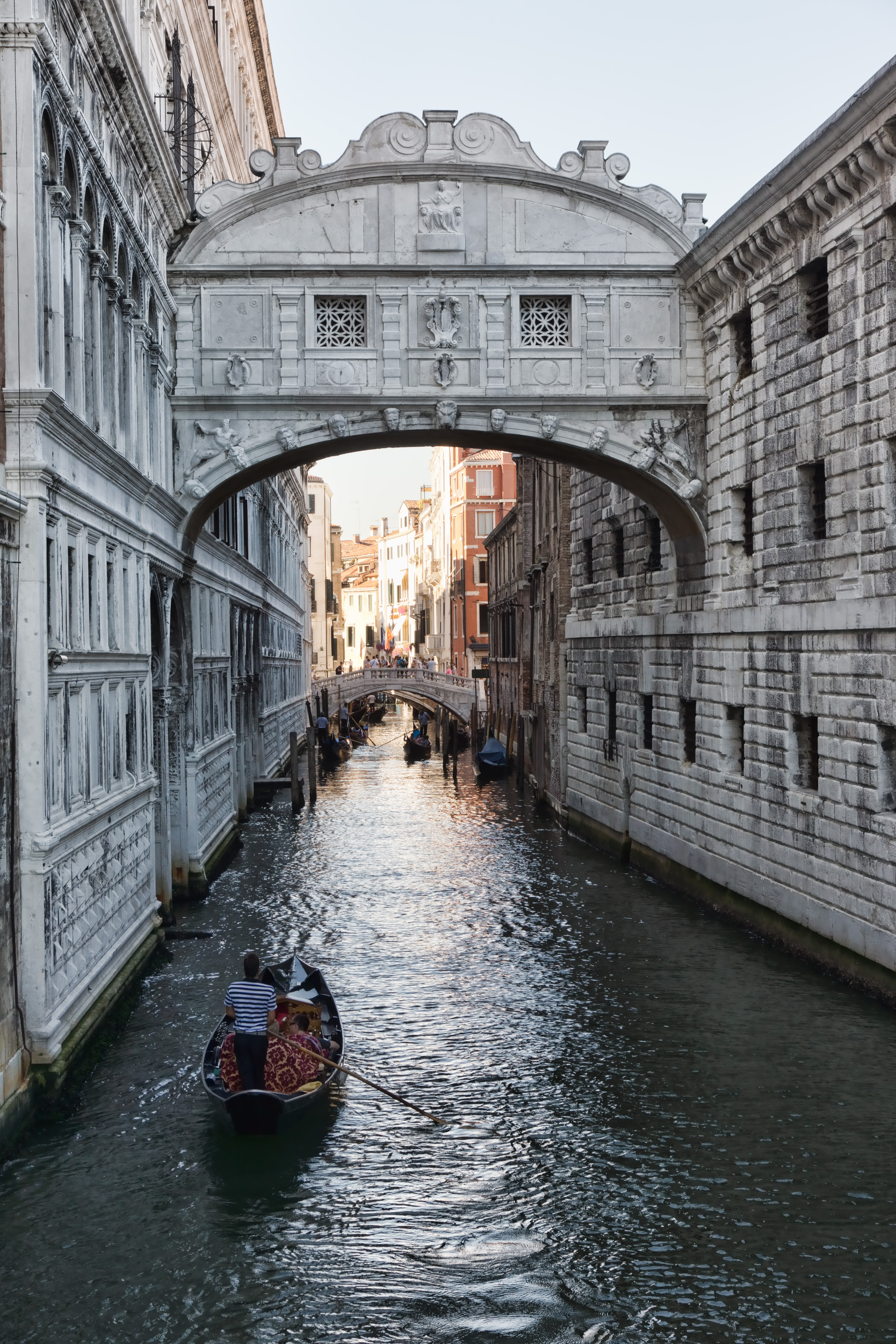
Il Ponte dei Sospiri e le gondole veneziane fanno parte del grande "pastiche" architettonico ed artistico che ispira Takicardia. Grimault immaginò il Ponte senza aver mai visitato Venezia

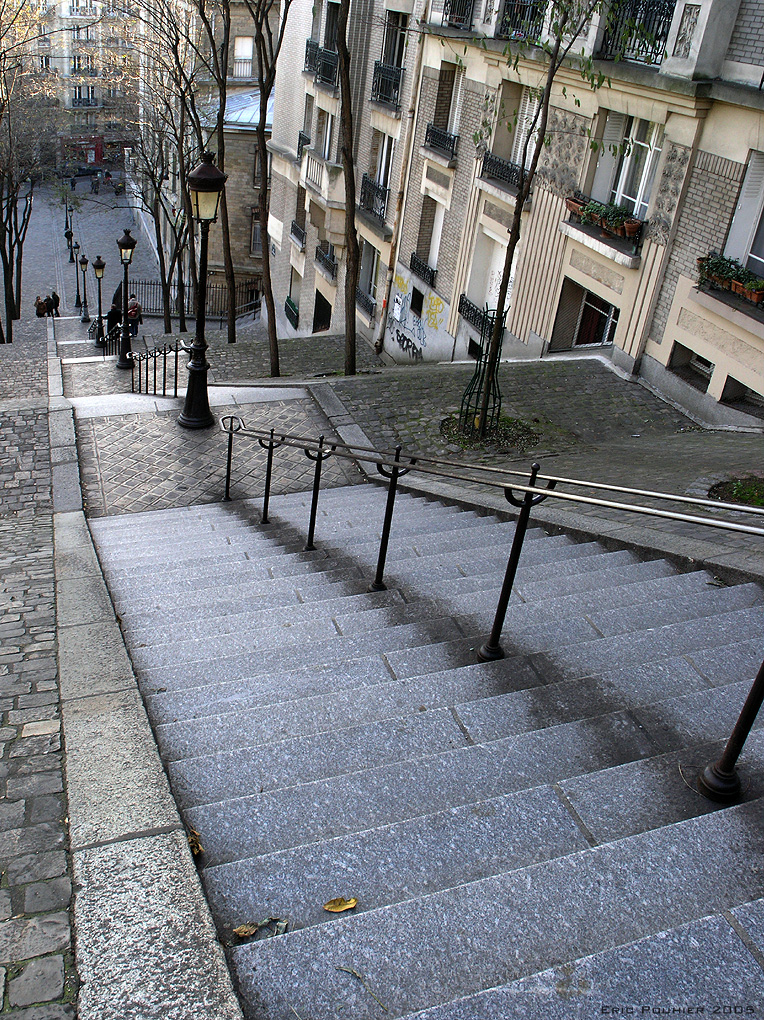
Le lunghe e ripide scale che si vedono nel film richiamano quelle di Montmartre

La dicotomia tra il re Charles e il resto del mondo è accentuata dalla segmentazione del suo regno: la popolazione è sempre più esigua man mano che si sale dai bassifondi ai quartieri lussuriosi di Takicardia, fino ad arrivare alla cima della torre più alta dove solo il sovrano vive (isolato in una situazione che ricorda quella di King Kong sull'Empire State Building), un ambiente in ultima analisi molto piccolo e che lo isola dalla città bassa, quella che evoca la banlieue o persino le cerchie finiti dell'Inferno di Dante Alighieri nella Divina Commedia. 
(Il critico del Cahiers du cinéma André Bazin, testimone della proiezione de La Bergère et le Ramoneur alla Biennale del 1952.)
 Se la divisione di Takicardia in "Città Alta" e "Città Bassa", dove in particolare vivono gli oppressi e gli sfruttati, ricorda quella di molte metropoli immaginarie quali quelle di Metropolis di Fritz Lang e Il gabinetto del dottor Caligari di Robert Wiene, si differenzia da queste per la sua conformazione, come spiega Grimault: 
(Paul Grimault)

La città di Takicardia

Prévert descrisse il palazzo reale come «un'improbabile torre di Babele, in uno stile abominevolmente disparato e in un lusso sfrenato: lo stile che potreste definire "stile Sacro Cuore-Building-Cassa armonica-Cattedrale di Chartres-Santa Sofia-Dufayel-Grand Palais-Galleria delle Macchine-Torre di Pisa" - unito a quello del Trocadéro». Questo vasto castello montato con elementi riconducibili a vari stili classici (come le cupole rococò o i templi simili a quelli di Giovanni Battista Piranesi) e futuristi viene illustrato in maniera particolareggiata quando il re usa il suo ascensore privato, con la voce meccanica che elenca ciascun servizio disponibile in ogni piano in un modo che ricorda Inventaire (Paroles) del poeta.
Il dominio del re è concepito nella sua verticalità, mentre l'orizzontalità è definita solo dalla sua sterilità: uno spazio che si estende all'orizzonte completamente vuoto e piatto, ad eccezione della presenza della tomba della moglie dell'uccello e, di notte, di alcune deboli luci all'orrizonte. Il vuoto del paesaggio ricorda i dipinti di René Magritte e (in particolare) Giorgio de Chirico, che rappresentano luoghi vasti ma deserti. Gli stessi movimenti orizzontali sono rari e ogni spostamento avviene o sulle ampie scalinate della città o nell'aria, in cui o si perde o si guadagna comunque quota, così come le botole, che richiamano la trappola di Ubu re di Alfred Jarry. La reggia ha tuttavia questa caratteristica che a volte può apparire come tridimensionale, grazie a delle inquadrature che aprono sul fondale e che ne accentuano la prospettiva fugace.

### Il ruolo dell'arte nel film

#### L'asservimento dell'opera artistica

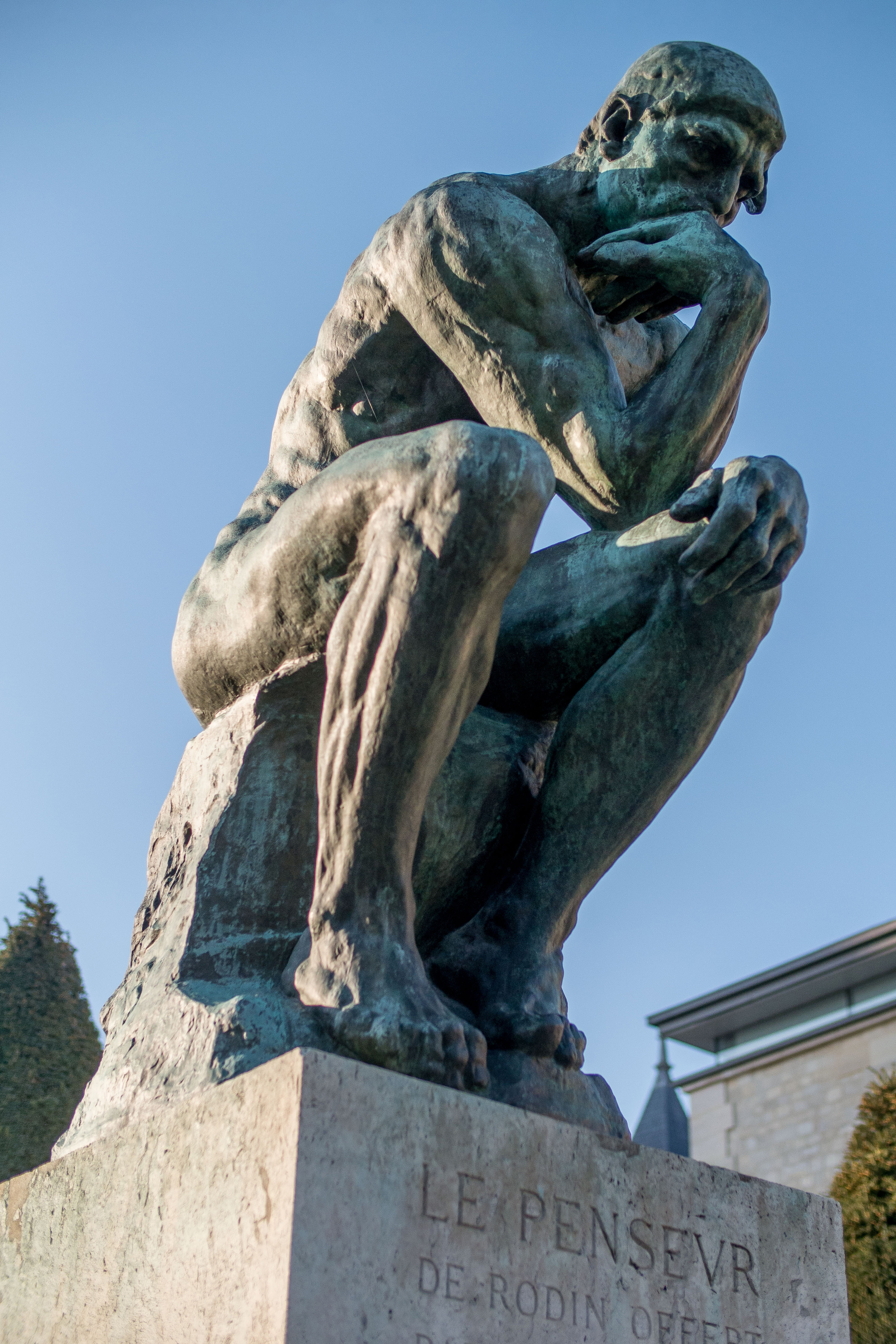
Il pensatore è una delle tante opere d'arte citata nel film

Re Charles pretende, in virtù del suo potere assolutistico, di essere l'unico soggetto rappresentabile artisticamente a Takicardia. Ogni raffigurazione inoltre lo idealizza come eroe classico o grande monarca virtuoso, rifacendosi alle pose celebri di opere quali il Discobolo greco, Il pensatore di Auguste Rodin o Louis XIV di Hyacinthe Rigaud mentre l'architettura del castello, come già accennato, ricorda in parte l'universo grafico di Giorgio de Chirico e di Salvador Dalí, del quale tra l'altro è riproposto il suo Rinoceronte vestito di pizzo nella galleria privata del re. La propaganda standardizza i suoi ritratti e colui che non si attiene a quest'obbligo viene severamente punito (come mostra la sequenza dell'artista che dipinge il re strabico). Un'idea in seguito abbandonata da Prévert fu anche quella di far accovacciare tutti i cortigiani all'arrivo del despota.
L'esercizio del potere è all'opera in special modo nella sequenza della fabbrica di busti di gesso, dove i lavoratori sono costantemente monitorati da poliziotti, i quali, mentre i primi riescono con fatica a portare a termine il loro compito, mangiano e si riposano con totale noncuranza. La riproduzione massificata dei ritratti del re, rispondente ad una logica legata al produttivismo, sembra essere alienante e sterile. La messa in scena si presta anche a questa lettura, come afferma l'accademico Benjamin Delmotte, per l'uso di una musica con «accenti marziali e militari» e per la somiglianza della forma della statue a proiettili di cannone. E quando il re si oppone alla richiesta della pastorella di liberare i suoi amici, egli le risponde: «Le travail, ma belle, c'est la liberté!» («Il lavoro, cara mia, è libertà!»), frase che rievoca il motto, scritto in tedesco, Arbeit macht frei, posto all'ingresso di numerosi campi di concentramento nazisti durante la seconda guerra mondiale.
Tuttavia questa catena di produzione testimonia anche l'incoerenza del potere del re: per presentarsi come monarca, è in definitiva sufficiente apporre una corona su un busto costantemente riprodotto. Il rovescio delle statue rivela anche che il loro interno è vuoto, senza fondamenta per l'autorità reale. È all'oscenità di questo culto della personalità che lo spazzacamino e l'uccello si oppongono, sabotando ed oltraggiando ogni singolo prodotto.

#### Esibizione della creazione

I busti di re Charles vengono deturpati e danneggiati

Come esposto precedentemente, l'Automa gigante è l'allegoria degli attributi tecnici necessari per la creazione cinematografica, ma pure la scena in fabbrica funge da paradigma a ciò, a «filmare la coscienza che il lavoro ha di se stesso». I meccanismi di creazione vengono spogliati ed esibiti dallo spazzacamino, incaricato di applicare gli ultimi dettagli di colore ai busti, così come dall'uccello, che gestisce una ruota a pale, entrambi schiavi costretti al lavoro industriale. L'animale (quasi cercando di liberarsi da un ritmo che non gli si addice, poiché monotono e lento) tenta di provocare un'interruzione della produzione ed il supervisore può solo osservare i vari busti schizzare via sulla catena di montaggio, cercando di porre fine alla sua stagnazione. Diventa come una specie di delegato del demiurgo, proprio come il re che sceglie di truccare lo strabismo nei ritratti, ed il suo doppio, che prende vita dalla tela e lo sostituisce.
La fuga dei due giovani protagonisti, che escono dai rispettivi dipinti, rivela con mise en abyme l'"animazione" delle immagini. Lo spettatore si trova di fronte a una «realtà intrappolata», come osserva il saggista Jean-Philippe Domecq: le capacità inventive della realtà sono molteplici ed i numerosi miraggi e trappole del palazzo sono altrettante trappole metaforiche di ciò che l'arte consente.